# Friedensreich Hundertwasser

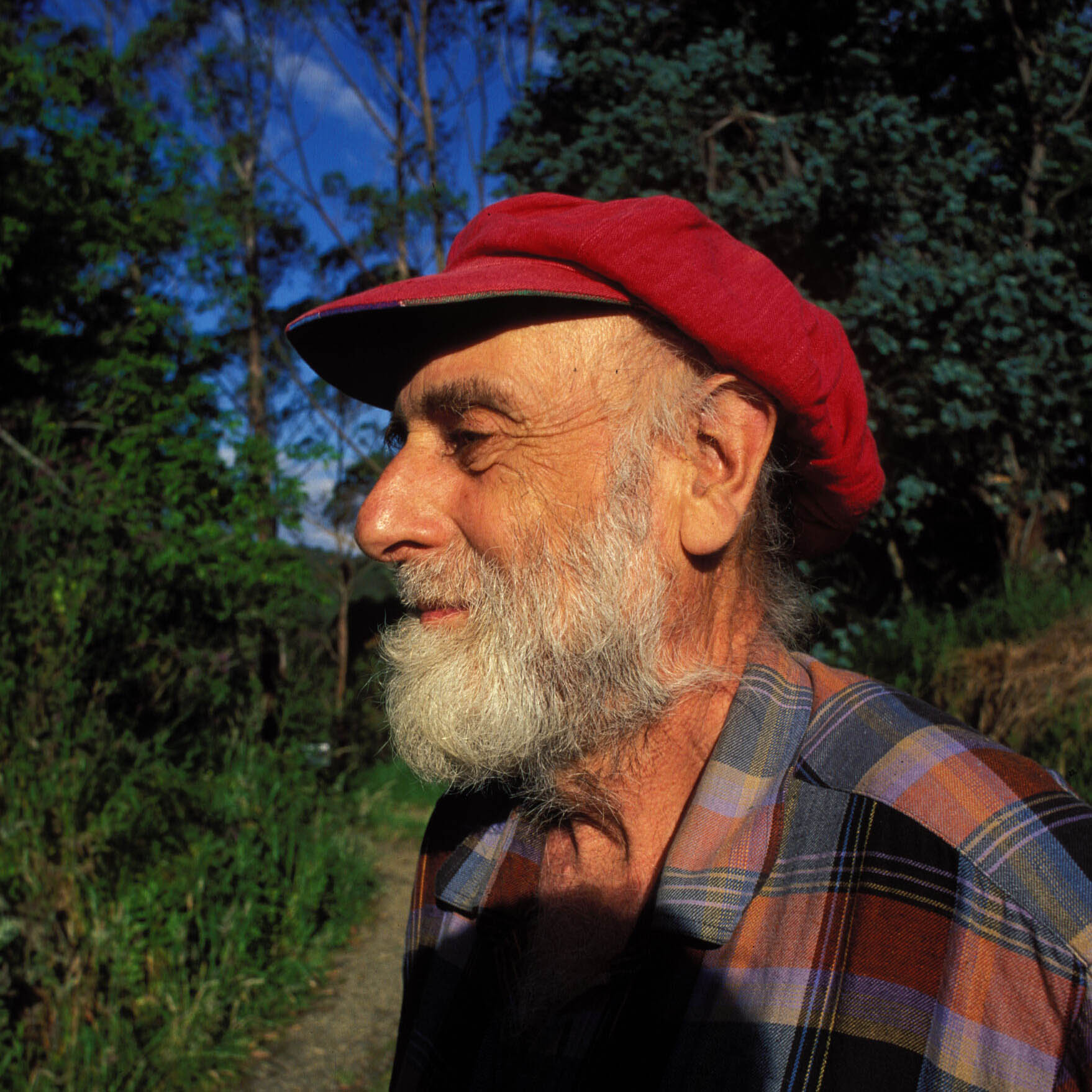
Hundertwasser 1998 in Neuseeland

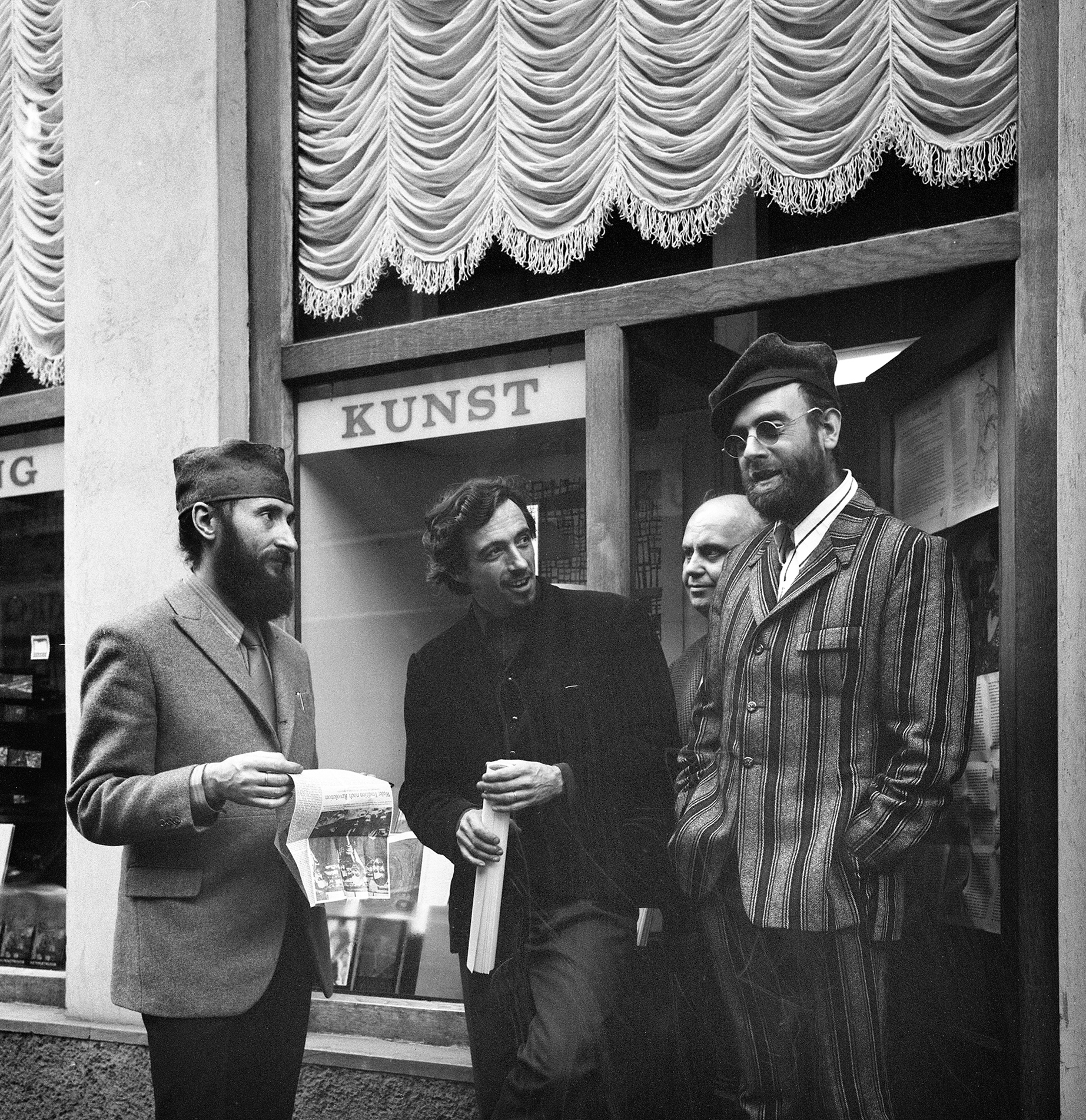
Ernst Fuchs, Arik Brauer, Friedensreich Hundertwasser, 1973

Friedensreich Hundertwasser Regentag Dunkelbunt (bürgerlich Friedrich Stowasser, * 15. Dezember 1928 in Wien; † 19. Februar 2000 an Bord der Queen Elizabeth 2 vor Brisbane) war ein österreichischer Künstler, der vorrangig als Maler, aber auch in den Bereichen Architektur und Umweltschutz tätig war. Seinen Künstlernamen Hundertwasser bildete er 1949 aus seinem bürgerlichen Namen durch die scheinbare Eindeutschung der ersten Silbe – sto ist in slawischen Sprachen das Wort für „hundert“. Den künstlerischen Vornamen Friedensreich leitete er aus seinem Taufnamen Friedrich (Fried = Frieden mit dem Fugen-s und von rich = reich) ab.
Künstlerisch trat er zeitlebens als Gegner der „geraden Linie“ und jeglicher Standardisierung auf. Das zeigt sich insbesondere bei seinen Arbeiten im Bereich der Baugestaltung, die sich durch fantasievolle Lebendigkeit und Individualität, vor allem aber durch die Einbeziehung der Natur in die Architektur auszeichnen.

## Leben
Friedensreich Hundertwasser war das einzige Kind des Ingenieurs Ernst Stowasser (1894–1929) und dessen Ehefrau Elsa (geb. Scheuer) (1894–1972), die jüdischer Herkunft war. Die Familien stammen väterlicherseits aus Böhmen und mütterlicherseits aus Mähren. Kurz nach seinem ersten Geburtstag starb sein Vater an einer Blinddarmentzündung, sodass ihn seine Mutter alleine aufzog. Mit sieben Jahren kam er auf die Montessori-Schule in Wien. Die dortigen Kunsterzieher attestierten ihm „außergewöhnlichen Formen- und Farbensinn“. Hundertwasser wurde 1935 katholisch getauft. Nach dem Anschluss Österreichs wurde er mit zehn Jahren in die Hitler-Jugend aufgenommen. Da Privatschüler nach außen hin eher auffielen, ließ Elsa Stowasser ihren Sohn auf eine staatliche Wiener Schule wechseln.

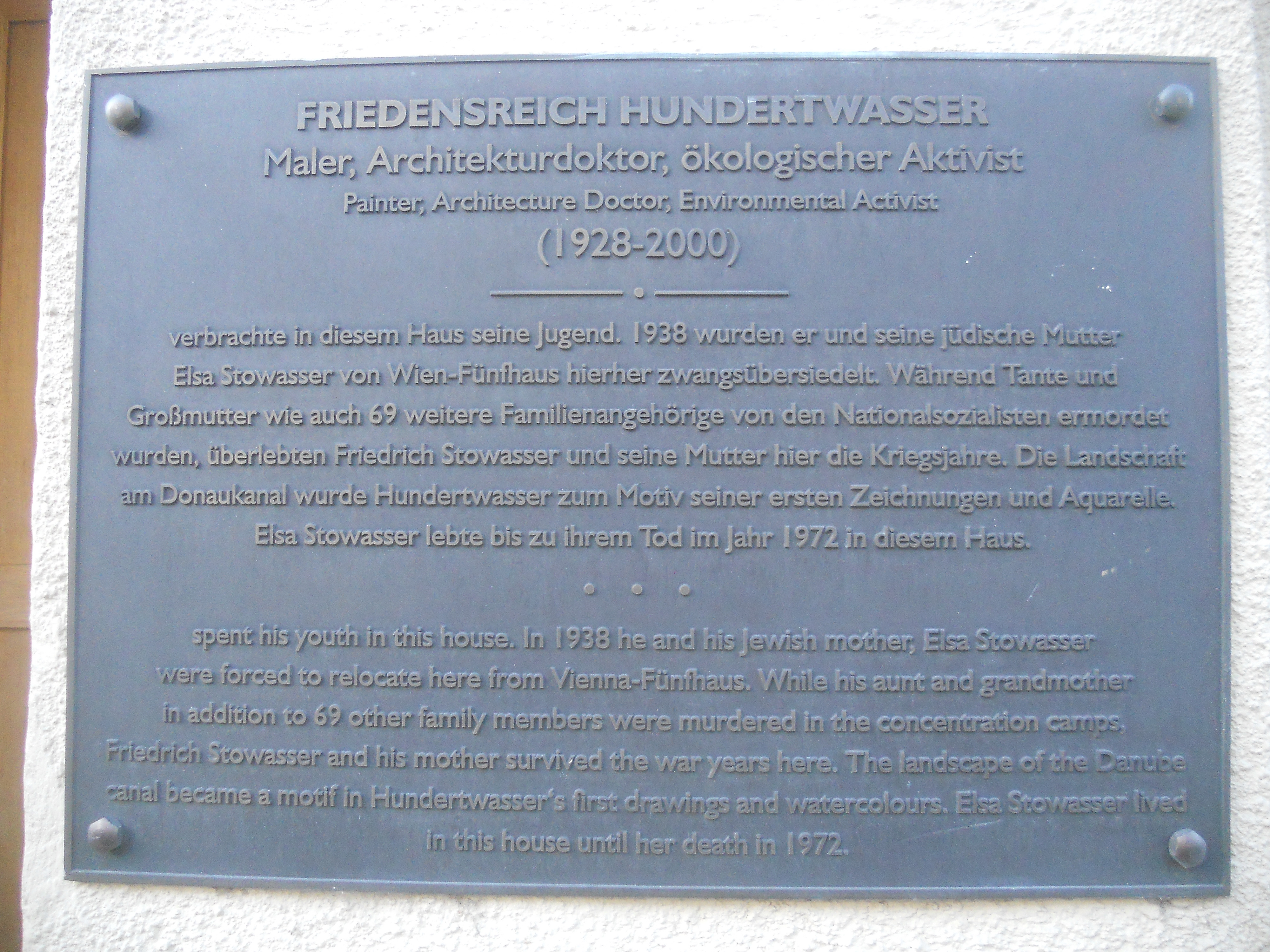
Gedenktafel am Haus Obere Donaustraße 12

Von den Nationalsozialisten wurde er zusammen mit seiner Mutter in das Haus Obere Donaustraße 12 in Wien II (Leopoldstadt) zwangsumgesiedelt. Im Gegensatz zu seiner Großmutter mütterlicherseits, die Jüdin war, und den rund 70 anderen Verwandten überlebten die beiden den Nationalsozialismus.
Nach seiner Matura am Bundesgymnasium Horn im Jahr 1948 besuchte er im Wintersemester 1948/49 für drei Monate die Wiener Akademie der bildenden Künste. Dort begann er seine Werke mit dem Künstlernamen Hundertwasser zu signieren. Kurz nachdem er sein Studium abgebrochen hatte, reiste Hundertwasser im April 1949 zum ersten Mal nach Italien. Dort lernte er den französischen Künstler René Brô kennen. Gemeinsam reisten sie 1950 bis nach Paris. Weitere Reisen führten Hundertwasser nach Marokko (erste Jahreshälfte 1951), nach Tunesien und nach Sizilien.
Die Eindrücke der Reise nach Nordafrika wurden für seine Malerei in besonderem Maße bestimmend, wie auch die Begegnung mit den Werken von Egon Schiele, Paul Klee und Walter Kampmann. In den 1949 in Italien entstandenen Aquarellen treten die „glasklirrenden, durchsichtigen Seelenbäume“ Kampmanns in Erscheinung, und in ihnen klingt bereits die Bedeutung an, die der Baum, die Vegetation, die „beseelte Natur“ in Hundertwassers Werk und in seinem Denken einnehmen werden.
Der Einzelgänger Hundertwasser reiste während seines Lebens viel und gern und lernte Englisch, Französisch und Italienisch. Außerdem sprach er ein wenig Japanisch, Russisch, Tschechisch und Arabisch. Stets hatte er einen Miniaturmalkasten bei sich, um überall und sofort malen zu können. Seine ersten Ausstellungen hatte Hundertwasser 1952 und 1953 in seiner Heimatstadt Wien, 1955 in Mailand sowie 1954 und 1956 in der Galerie Facchetti in Paris.
In den 1950er-Jahren lebte Hundertwasser in Paris. Er setzte sich mit der herrschenden Avantgarde auseinander, als aktiver Teilnehmer am aktuellen Diskurs zwischen geometrischer und expressiver Abstraktion, Informel und aufkeimendem Nouveau Réalisme. Zu den wichtigsten persönlichen Kontakten zählten unter vielen anderen Michel Tapié und Yves Klein sowie die Kritiker Pierre Restany und Julien Alvard. Als Reaktion auf den Tachismus der École de Paris mit seiner automatistisch-gestischen, zufall-gesteuerten Arbeitsweise formulierte er seine eigene Sicht, den „Transautomatismus“, in dem es nicht nur um ein neues Entstehen von Kunst geht, sondern auch um ein neues Wahrnehmen, das den aktiven, verantwortungsbewussten und gestaltenden Betrachter fordert.
1957 erwarb Hundertwasser einen Bauernhof am Rand der Normandie. 1958 heiratete er in Gibraltar die 16-jährige Herta Leitner. Die Ehe wurde zwei Jahre später geschieden.
1959 wurde er als Gastdozent an die Hochschule für bildende Künste Hamburg berufen. Im Dezember des gleichen Jahres zog er mit Bazon Brock und Herbert Schuldt sowie mit Studenten in seinem Klassenraum die Unendliche Linie, ein „beispielhaftes Projekt der aktionistischen Avantgarde“. Nach dem vom Direktor der Hochschule erzwungenen Abbruch der Linienziehung legte Hundertwasser seine Dozentur zurück.
1961 reiste Hundertwasser nach Japan, wo er bei der 6. Internationalen Kunstausstellung in Tokio den Mainichi-Preis erhielt. 1962 heiratete er ein zweites Mal. Die Ehe mit der Japanerin Yuko Ikewada wurde 1966 geschieden. Während der Zeit in Japan entstand auch der Name Friedensreich. Er übersetzte seinen Vornamen in die japanischen Schriftzeichen für die Begriffe „Friede“ und „reich“ und nannte sich von nun Friedereich, ab 1968 Friedenreich und schließlich in der endgültigen Form Friedensreich.
1962 hatte Hundertwasser großen Erfolg mit einer Retrospektive bei der Biennale Venedig im österreichischen Pavillon, eingerichtet von Vinzenz Oberhammer.
Zwei Jahre später zeigte die Kestner-Gesellschaft Hannover eine umfangreiche Retrospektive, organisiert von Wieland Schmied, die als Wanderausstellung auch in Amsterdam, Bern, Hagen, Stockholm und Wien präsentiert wurde. Des Weiteren veröffentlichte die Kestner-Gesellschaft den ersten Œuvre-Katalog des Künstlers, herausgegeben von Wieland Schmied.

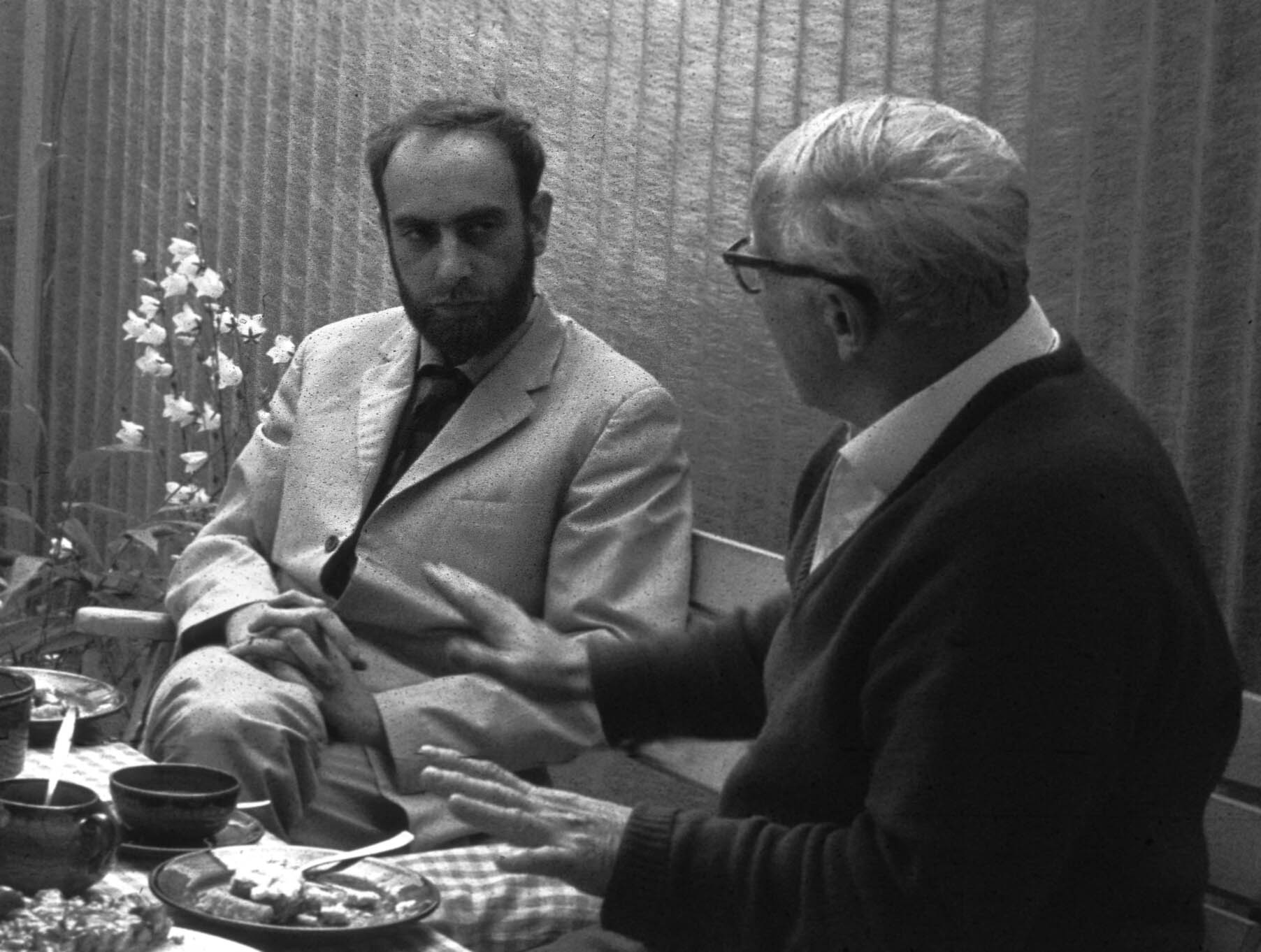
Hundertwasser (links) 1965 in Hannover

Nach dem Bauernhaus in der Normandie kaufte Hundertwasser 1966 die nicht mehr in Betrieb befindliche „Hahnsäge“ im dünn besiedelten niederösterreichischen Waldviertel. Dort, fernab von Hektik und inmitten der Natur, richtete er sich seine Behausung ein. 1964 wurden Arbeiten von ihm auf der documenta III in Kassel in der Abteilung Malerei gezeigt.
1968 reist Hundertwasser nach Kalifornien, um mit Herschel Chipp an der University of California in Berkeley eine Museumsausstellung mit Katalog vorzubereiten, die dann bis 1969 durch Städte der USA wanderte (Santa Barbara, Houston, Chicago, New York, Washington D.C.)
Von 1970 bis 1972 arbeitete er mit dem Regisseur Peter Schamoni an dem Film Hundertwassers Regentag. Dieser war nach dem Dokumentarfilm Hundertwasser von Ferry Radax (1966) der zweite Film über das Leben des Künstlers. Er handelt von dem alten Salzfrachter, mit dem Hundertwasser 1968 von Sizilien nach Venedig fuhr und der nach vollständigem Umbau zu Hundertwassers Schiff Regentag wurde.
1972 gründete Hundertwasser in der Schweiz die Gruener Janura AG, die 2008 in Namida AG umbenannt wurde. Über diese Aktiengesellschaft verwaltete Hundertwasser seine Urheberrechte.
Im Anschluss an eine Museums-Wanderausstellung in Neuseeland und Australien, anlässlich derer Hundertwasser erstmals 1973 nach Neuseeland reiste, erwarb er in der Bay of Islands in Neuseeland mehrere Grundstücke, die mit einer Fläche von insgesamt rund 372 ha das gesamte Kaurinui-Tal umfassen. Er verwirklichte seinen Traum, sein Land der Natur zurückzugeben und der Natur zu ihrem Recht zu verhelfen. Er pflanzte mehr als 100.000 einheimische Bäume, baute Kanäle und Teiche und Pflanzenkläranlagen. Er nützte Sonnen- und Wasserenergie mittels Sonnenkollektoren und Wasserrad. Wie an allen seinen Wohnsitzen verwendete er auch dort die Humustoilette. Ein altes Farmhaus, das von ihm gestaltete Bottlehouse sowie Pigsty und Mountain hut dienten ihm als Wohn- und Arbeitsraum.

Ein von Hundertwasser angelegter Teich im Kaurinui-Tal in der Bays of Islands in Neuseeland

Hundertwassers Atelier Bottlehouse in Kaurinui

1975 nahm Hundertwasser an der Triennale di Milano teil, wo er ca. 15 „Baummieter“ durch Fenster in der Via Manzoni pflanzen ließ und das Manifest „Inquilino Albero“ (Baummieter) veröffentlichte. Mit seinen Baummieter-Aktionen (Wien, 1981, München 1983) wurde Hundertwasser ein Pionier der Fassadenbegrünung (vertical garden).
1979 erwarb Hundertwasser über seine Schweizer Firma in Venedig den „Giardino Eden“, einen rund 15.000 Quadratmeter großen Garten mit Palazzo.

Vorderer Teil des „Giardino Eden“ in Venedig

Palazzo des „Giardino Eden“

Hundertwasser entwarf ein Plakat der Künstlerserie zu den XX. Olympischen Sommerspielen 1972 in München und begann 1975 Postwertzeichen zu entwerfen. 1982 gestaltete er die Fassade der Rosenthal-Fabrik in Selb. Ein Jahr später folgte die Grundsteinlegung des Hundertwasser-Hauses in Wien, das am 17. Februar 1986 an die Mieter übergeben wurde. In den Jahren darauf arbeitete Hundertwasser an zahlreichen Architekturprojekten in Deutschland, Österreich, der Schweiz, Kalifornien, Japan und Neuseeland.
1981 erfolgte die Berufung zum Leiter einer Meisterschule für Malerei an die Akademie der Bildenden Künste Wien.
1982 wurde Hundertwassers einziges Kind, seine Tochter Heidi Trimmel, geboren. Hundertwasser lehnte den Kontakt zu ihr allerdings ab.
1984 nahm er aktiv an der Besetzung der Hainburger Au zur Verhinderung des Kraftwerkbaus teil und demonstrierte mit Aktivisten bei Minusgraden. Bei einer Pressekonferenz im Presseclub Concordia zerriss er vor laufender Kamera den ihm verliehenen Großen Österreichischen Staatspreis.
Als 1988 im österreichischen Nationalrat die Einführung neuer Kfz-Kennzeichen beschlossen wurde, setzte sich Hundertwasser mit öffentlichen Auftritten, Rundschreiben und Petitionen für die Beibehaltung der schwarzen österreichischen Autokennzeichen ein. Er entwarf Autokennzeichen mit weißen Buchstaben und Ziffern auf schwarzem Grund und initiierte mit Unterstützung des Boulevardblatts Kronenzeitung eine Unterschriftensammlung für ein Volksbegehren für die Beibehaltung der schwarzen Kennzeichen. Der damalige österreichische Verkehrsminister Rudolf Streicher setzte die beschlossene Reform jedoch unbeirrt um.
Auch gegen den EU-Beitritt Österreichs äußerte er sich seit 1988 kritisch. Er fürchtete um regionale Eigenständigkeit und sah die EU als Handelsvertretung des Großunternehmertums.
Am 9. April 1991 wurde das „KunstHausWien Museum Hundertwasser“ eröffnet. Es beherbergt die weltweit einzige permanente Hundertwasser-Ausstellung, die Einblicke in alle Schaffensbereiche (Jugendwerk, Malerei, Originalgraphik, Tapisserie, Angewandte Kunst und Architektur) des Künstlers bietet. Auf zwei weiteren Stockwerken werden internationale Wechselausstellungen gezeigt.
1993 entwarf er für das lateinisch-deutsche Schulwörterbuch Der kleine Stowasser ein künstlerisches Design. Diese Ausgabe erschien 1994 in hundert verschiedenen farblichen Variationen. 1995 erschien die „Hundertwasser-Bibel“. Das 1688 Seiten starke Werk ist mit dreißig extra für diese Edition geschaffenen Collagen und fünfzig Kunstwerken bebildert. Die Einbände sind handgefertigte Unikate.
In den späten 1990er-Jahren beschäftigte sich Hundertwasser mit Architekturprojekten in Deutschland, Japan und Neuseeland.
1999 begann er Kommentare zu seinen Werken (Catalogue raisonné) zu verfassen. Er entwarf das Layout und die Covergestaltung des zweibändigen Katalogs und bestimmte die Größen der Reproduktionen seiner Werke. Mit der Nummerierung seiner Werke hatte er bereits 1954 begonnen. In seinem Archiv wurden seine Werke detailliert erfasst, beschrieben, aufgelistet und fotografisch dokumentiert. Das „Hundertwasser Archiv“ in Wien dokumentiert seine Werke.
Am 19. Februar 2000 starb Friedensreich Hundertwasser auf der Rückreise von Neuseeland nach Europa an Bord der Queen Elizabeth 2 an Herzversagen. Er wurde am 3. März 2000 auf seinem Grundstück in Neuseeland, ohne Sarg und nackt, eingehüllt in eine von ihm entworfene Koruflagge, beerdigt. Auf sein Grab wurde ein Tulpenbaum gepflanzt.
Laut seinem Manager Joram Harel war Hundertwasser vermögenslos und sein Nachlass aufgrund seines aufwendigen Lebensstils überschuldet. Andererseits sagen Freunde Hundertwassers, er habe äußerst bescheiden gelebt und nicht einmal Geld fürs Haareschneiden ausgegeben. Seine Tochter sagte, sie sei um ihr Erbe betrogen worden.

## Joseph Maria Stowasser und Friedrich Hundertwasser
Seit dem Erscheinen des Buches „Troppau. Schlesische Hauptstadt zwischen Völkern und Grenzen“ im Jahre 1984 wird spekuliert, Hundertwasser sei ein Nachkomme von Joseph Maria Stowasser. Hundertwasser selbst ist diesen Behauptungen entgegengetreten, besonders deutlich in einem Brief vom 24. August 1988: „Mein Großvater hieß Wenzel Stowasser und kam in jungen Jahren aus dem Gebiet der heutigen Tschechoslowakei nach Wien. Mein Vater hieß Ernst Stowasser, wurde in Wien geboren und starb 1929. Ich glaube nicht, dass ich ein naher Verwandter des Altphilologen und Wörterbuchautors bin.“ Genauer ist dieser Frage Matin Pelc nachgegangen, dessen Aufsatz auch die obigen Zitate entnommen sind. Die Version von Friedrich Hundertwasser wird durch den Taufbucheintrag seines Vaters Ernst (Pfarre St. Margareten Wien 5, geb. 7. Jänner, getauft 14. Jänner 1894) bestätigt, wo als Großvater angegeben ist: „Stowahser Wenzel, Porzellanmaler, kathol. geb. von Zettlitz in Böhmen, ehel. Sohn des Anton Stowahser“ (später berichtigt zu „Stowasser“).

## Kunstschaffen: Malerei – Grafik – Tapisserie

### Malerei
Hundertwasser begann 1949 zu reisen und seine Aufenthalte in Italien, Frankreich und Nordafrika beeinflussten seine künstlerische Entwicklung. In den 1949 in Italien entstandenen Aquarellen treten die „glasklirrenden, durchsichtigen Seelenbäume“ in Erscheinung, die er unter dem Eindruck der Werke des heute nahezu vergessenen Malers Walter Kampmann in seine Bildwelt aufnimmt und in denen die Bedeutung anklingt, die der Baum, die Vegetation, die „beseelte“ Natur in seinem Werk und in seinem Denken einnehmen wird. 1953 verwendete er zum ersten Mal die Spirale, die zum bestimmenden Element seines malerischen Werks wurde. Hundertwasser bezeichnete seine Malerei als „vegetativ“.

„Ein wesentlicher Teil der Wirkung von Hundertwassers Malerei geht von der Farbe aus. Hundertwasser setzt die Farbe instinktiv ein, ohne nach irgendwelchen, auch selbst festgelegten Regeln etwa bestimmte Farben bestimmten Zeichen zuzuordnen. Er bevorzugt intensive, leuchtende Farben und liebt es, Komplementärfarben unmittelbar nebeneinander zu setzen – etwa zur Pointierung der Doppelbewegung der Spirale. […] Die Position seiner Malerei ist heute singulär und ohne Parallele.“

Heimann-Jelinek meint, Hundertwassers labyrinthischer Spiralstil habe seine Wurzeln in der permanenten Spannung und Angst, die er in den Jahren 1938 bis 1945 durchleben musste. Hundertwasser hat sich einige Zeit ganz bewusst mit der Shoa beschäftigt, davon legen Bilder wie Blut regnet auf die Häuser (1961), Judenhaus in Österreich (1961–62), Blutgarten (1962) oder Krematorium (1963) Zeugnis ab. Hundertwasser arbeitete in vielen grafischen Techniken: Lithographie, Siebdruck, Radierung, Farbholzschnitt und andere mehr. Er war der erste europäische Maler, dessen Werke von japanischen Meistern geschnitten und gedruckt wurden.

### Grafik
Ab den 1970er Jahren vertiefte Hundertwasser seine Arbeit in der Druckgrafik. In Zusammenarbeit mit den Druckern entwickelte er komplexe Verfahren mit einer Vielzahl von Farbauszügen, setzte phosphoreszierende oder fluoreszierende Farben ein, experimentierte mit reflektierenden Glasstaubauflagen oder elektrostatischer Beflockung und führte seine Grafiken zu gesteigerter Leuchtkraft und reizvollen Oberflächeneffekten. In der bloßen Multiplikation eines grafischen Werks sah er die Sterilität der von ihm bekämpften geraden Linie, daher bestehen viele seiner Grafikauflagen aus unterschiedlichen Farbkompositionen und -varianten. Mit den 10.002 Blättern der Grafik 10.002 Nights Homo Humus Come Va How do you do, erschienen 1984, gelang es ihm, so viele verschiedene Blätter herzustellen, wie die Auflage hoch war.
Hundertwasser arbeitete in verschiedenen drucktechnischen Verfahren, und sein relativ kleines druckgrafisches Werk besteht aus 11 Rotaprint-Lithografien, 13 Lithografien, 33 Serigrafien, 40 japanischen Farbholzschnitten, 19 Radierungen, 7 Druckgrafiken in Mischtechnik und 1 Linolschnitt. Walter Koschatzky, ehemals Direktor der grafischen Sammlung Albertina (Wien), hat in dem von ihm 1986 herausgegebenen Verzeichnis des grafischen Werks die Grafiken chronologisch nach dem Erscheinungsdatum gereiht und fortlaufende HWG-Nummern (Hundertwasser-Grafik-Nummern) eingeführt. Mit der Fortsetzung des grafischen Werks nach 1986 kommt Hundertwassers grafisches Werk auf 124 HWG-Nummern.
Einen Teil seines grafischen Oeuvres hat Hundertwasser in Portfolios zusammengefasst. Die frühesten sind das Art Club Rotaprint Portfolio (Zink-Lithographien gedruckt mit Rotaprint-Maschine) von 1951, zwei Portfolios mit Siebdrucken (Look at it on a rainy day, 1972 und La Giudecca Colorata, 2001) sowie drei Portfolios mit japanischen Farbholzschnitten (Nany Hyaku Mizu, 1973; Midori No Namida, 1975; Joy of Man, 1988). Für die Siebdruck- und Holzschnittportfolios gestaltete Hundertwasser auch die Holzkassetten zur Aufbewahrung, wobei die Regentag-Mappe (Look at it on a rainy day) eine Besonderheit darstellt, weil sie handschriftlich vom Künstler nummeriert und signiert ist.
Hundertwasser war der erste europäische Maler, dessen Werke von japanischen Meistern geschnitten und gedruckt wurden. Sie mussten sich der Herausforderung stellen, den Farbenreichtum von Hundertwassers Werken in die erforderliche übergroße Anzahl von oft mehr als zwanzig Holzauszugsplatten zu übertragen.
Hundertwasser war der Überzeugung, der einzig richtige Weg in der Kunst der Originalgrafik sei eine Zusammenarbeit von Künstler, Techniker und Drucker, wobei der Künstler die übergeordnete, dirigierende Funktion innehat und auch in den technischen Prozess lenkend eingreift und die Verantwortung trägt.
Ende der 1960er Jahre begann Hundertwasser im Siebdruckverfahren zu arbeiten. Sowohl durch eine ausgefeilte Reprotechnik als auch durch manuelle Überarbeitungen konnte eine Vielfalt an neuen Ausdrucksmöglichkeiten und Bildwirkungen erzielt werden. Bereits in den ersten Serigrafien verwendete er Metallfolienprägungen und fluoreszierende Farben. Das italienische Studio Quattro druckte 10.000 Exemplare der Grafik 686 Good Morning City und 686 Good Morning City – Bleeding Town in insgesamt 50 Farbvarianten von je 200 Stück. Die zehn Siebdrucke des Portfolios Look at it on a rainy day, gedruckt von Dietz Offizin in Lengmoos, entstanden in einem komplizierten Druckverfahren mit einer Vielzahl von Farbauszügen. Erstmals wurden phosphoreszierende Farben oder reflektierende Glasstaubauflagen eingesetzt. In der Grafik 700 Olympische Spiele München 1972 wurde eine elektrostatische Beflockung aufgebracht. Seine Grafiken in Tiefdrucktechnik (Radierung) druckte Hundertwasser ab 1974 in Wien, als sich die Möglichkeit eröffnete, mit den Druckern Robert Finger und Wolfgang Raab zusammenzuarbeiten. Auch in der Radierung entschied Hundertwasser sich für schwierige und effektvolle Druckprozesse, wenn beispielsweise irisierende Verläufe durch Aquatinta-Platten entstanden, die ihrerseits über farbige Papier-Collagen (Chine-collé) gedruckt wurden. Mit Drucker Claudio Barbato in Venedig fand Hundertwasser schließlich einen kongenialen Partner für Mixed media-Kombinationsdrucke, in denen Lithografie, Siebdruck, Prägedruck (Metallfolienprägung) zum Einsatz kamen.
Hundertwasser war stets darauf bedacht, auf den grafischen Blättern selbst genaue Werkangaben zu machen, um zu einer möglichst lückenlosen Offenlegung der Techniken und Entstehungsdaten des Werks zu gelangen. Auf den Grafiken finden sich Hundertwassers Signatur (handschriftlich und in Form von japanischen Inkan), Nummerierung (Exemplarnummer/Auflagenhöhe), Datum und Ort der Signatur, Œuvre-Nummer, in vielen Fällen der Name des Werks, Nennungen bzw. Stempel und Prägungen von Verlegern, Druckern, Papier- und Farbenfabrikanten oder der eingesetzten Koordinatoren sowie Farbauszugspunkte. Auf vielen Grafiken finden sich geprägt, gestempelt oder mitgedruckt Auflistungen von Farbvarianten, technischen Versionen und Auflagenangaben.

### Tapisserie
Hundertwassers erste Tapisserie, 133 Pissender Knabe mit Wolkenkratzer, entstand 1952 aufgrund einer Wette mit Fritz Riedl, bei der Hundertwasser behauptet hatte, man könne eine Tapisserie auch ohne Karton, also ohne eine Vorlage in der Größe der Tapisserie, weben. Nach sechs langen Monaten, in denen Hundertwasser „mit Händen und Füßen“ am Webstuhl arbeitete, war die Tapisserie fertig und Hundertwasser hatte die Wette gewonnen. Auch sämtliche nachfolgende Tapisserien entstanden ohne Karton, sie wurden jedoch von Webern hergestellt, die Hundertwasser auswählte. Bei der Übertragung seiner Werke in eine Tapisserie ging es Hundertwasser um die freie Umsetzung in ein anderes Medium und um die künstlerische Interpretation durch die Weber, das heißt, um eine Umsetzung ohne Vorlage beziehungsweise Karton. Nach Hundertwassers Auffassung konnte nur diese Vorgehensweise ohne Karton dem Werk Leben einhauchen, nur so konnte ein echtes künstlerisches Werk entstehen und nicht eine unbeseelte Kopie der Vorlage. Aus diesem Grund sind alle Hundertwasser-Tapisserien Unikate. Hundertwasser hat nur mit wenigen Webern kooperiert. Fast alle seine Tapisserien entstanden in Zusammenarbeit mit Hilde Absalon in Wien und mit Fritz Riedl bzw. dessen Atelier in Mexiko.

## Architektur

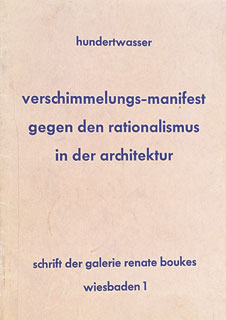
Titelblatt des Verschimmelungsmanifests, 1958

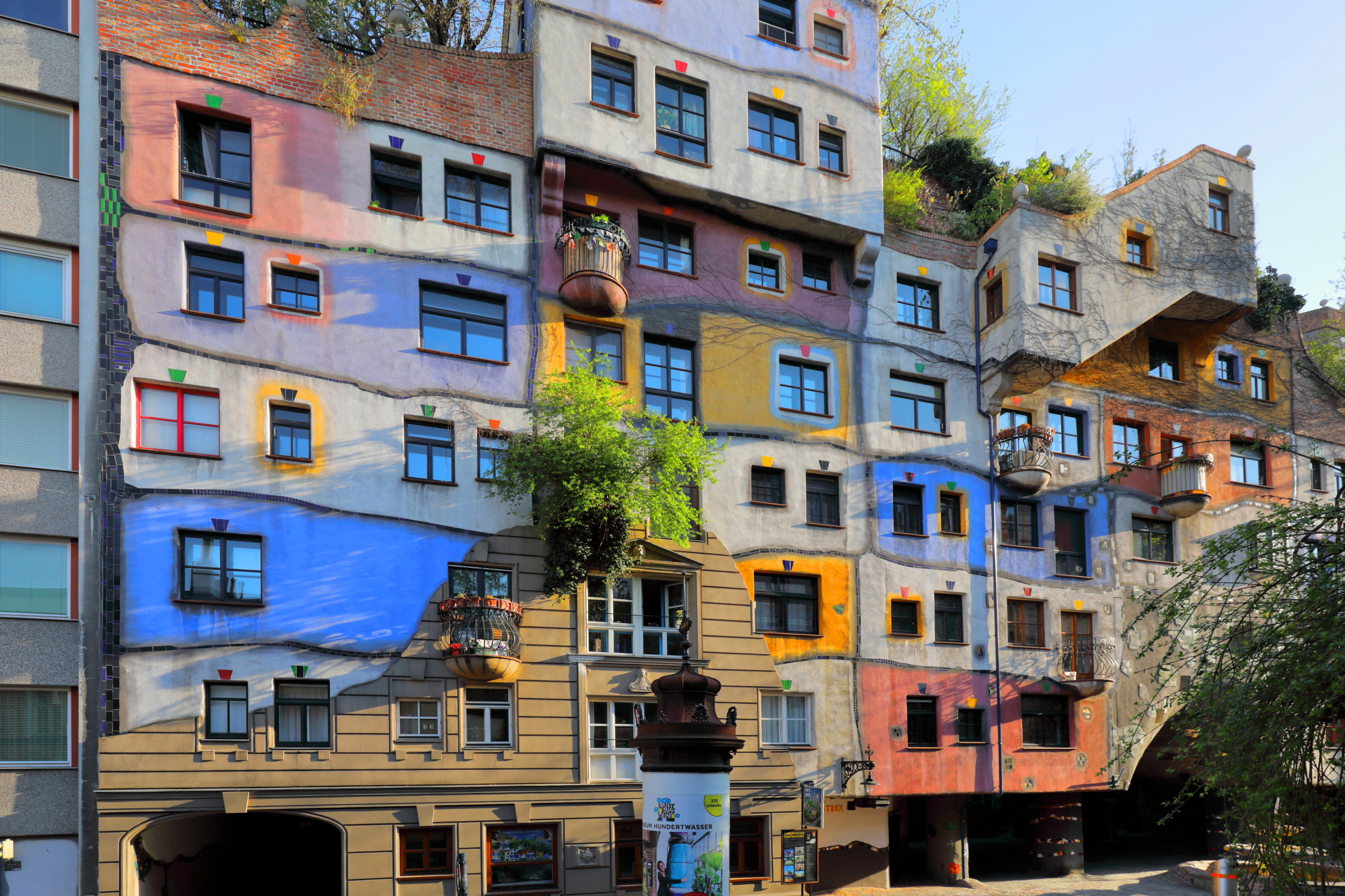
Fassade vom „Hundertwasserhaus“ in Wien (2020)

„Wir leben heute in einem Chaos der geraden Linien, in einem Dschungel der geraden Linien. Wer dies nicht glaubt, der gebe sich einmal die Mühe und zähle die geraden Linien, die ihn umgeben, und er wird begreifen; denn er wird niemals ans Ende gelangen.“

Seit den frühen 1950er Jahren setzte sich Hundertwasser mit der Architektur auseinander und trat für eine natur- und menschengerechtere Architektur ein. Er begann sein Engagement mit Manifesten, Essays und Demonstrationen wie dem „Verschimmelungsmanifest gegen den Rationalismus in der Architektur“ (1958). Im „Verschimmelungsmanifest“ formulierte er die Ablehnung des Rationalismus, der geraden Linie und der funktionellen Architektur. Er postuliert das „Fenster-Recht“ als Recht jedes Einzelnen, sich aus seinem Fenster zu beugen und – so weit seine Arme reichen – das Mauerwerk zu bemalen. Bei seiner „Nacktrede für das Anrecht auf die dritte Haut“ 1967 in München im Rahmen einer Aktion des Pintorariums, einer universellen Akademie aller kreativen Richtungen, gegründet von Hundertwasser, Arnulf Rainer und Ernst Fuchs, geißelte Hundertwasser die Versklavung des Menschen durch das sterile Rastersystem der Architektur und durch die Serienfabrikation einer mechanisierten Industrie.
Seine zweite Nacktrede und die Verlesung des Architektur-Boykott-Manifests „Los von Loos – Gesetz für individuelle Bauveränderungen oder Architektur-Boykott-Manifest“ fand 1968 in Wien statt.
In seinem Architektur-Boykott-Manifest bezieht er sich auf die in der Tradition des österreichischen Architekten Adolf Loos („Ornament und Verbrechen“) entstandene rationale, sterile Architektur, die für ihn in ihrer tödlichen Eintönigkeit verantwortlich für das Elend der Menschen ist. Er ruft zum Boykott dieser Architektur auf, fordert schöpferische Baufreiheit und das Recht zur individuellen Bauveränderung. In diesem Zusammenhang prägte er die Begriffe „Fensterrecht“ und „Baumpflicht“ (1972).
In den 1970er Jahren ließ Hundertwasser erste Architektur-Modelle anfertigen, beispielsweise die Modelle für die Eurovisions-Sendung Wünsch Dir was, mit denen er seine Ideen der Dachbewaldung, der Baummieter und des Fensterrechts veranschaulichte. In diesen Modellen schuf er architektonische Formen wie das Augenschlitzhaus, das Terrassenhaus und das Hoch-Wiesen-Haus, später kamen die Modelle Grubenhaus, Spiral-Haus, die 'Begrünte Tankstelle' sowie die „Unsichtbare und unhörbare Autobahn“ hinzu. Seit den frühen 1980er Jahren betätigte sich Hundertwasser als „Architekturdoktor“, wie er sich selbst bezeichnete. Mit dem Bau der Wohnhausanlage der Gemeinde Wien (Architekten Krawina und Pelikan) in der Löwengasse begann seine eigentliche Arbeit im Bereich der Architektur. Das Haus wurde sofort zum Touristenmagneten. Auch Hundertwassers zahlreiche Folgeprojekte in Europa und Übersee (in Zusammenarbeit mit den Architekten Springmann und Pelikan) wurden vom breiten Publikum in der Regel sehr „beifällig“ aufgenommen, von der Architektenschaft und der Fachkritik aber zumeist vehement abgelehnt. Besonders scharf gestaltete sich diese Konfrontation um die Mitte der 1990er Jahre. Einige Jahre später spricht Michael Martens in einem Interview mit dem fast 70-jährigen Hundertwasser u. a. das Thema Architektur an, wobei Hundertwasser die Bauhausarchitektur mit der Postmoderne gleichsetzt, um seine Position zu vertreten.
Martens: Sie setzen auf visuelle Reize und Intuition statt auf ein intellektuell durchstrukturiertes Kunstprodukt. Die Bauhaus-Architektur folgt dagegen der Funktion, dem Betrachter wird nichts vorgelogen. Verglichen mit den Maßstäben des Bauhauses ist Ihre Architektur verlogen. Kann eine menschengerechte Architektur ohne Lüge nicht auskommen?
Hundertwasser: Es gibt einen interessanten Satz: "Life without Kitsch becomes unbearable." Ohne Lüge können wir nicht existieren. Was ist Lüge? Sie wird aus der Not geboren oder ist Teil eines Spiels. Man hat mir oft vorgeworfen, was ich mache, seien Potemkinsche Dörfer, weil ich nur Fassaden bemale. Wenn ich im Vergleich dazu aber die modernen Gebäude betrachte - etwas Verlogeneres gibt es nicht. Vor das Betongerüst eines Hauses wird Marmor gehängt, im Abstand von fünf Zentimetern. Dahinter laufen die Ratten. Oder sie machen Pseudoarkaden mit riesigen Fenstern, die in der Luft hängen - wenn das nicht verlogen ist."

## Ökologisches Engagement
Eng verbunden mit Hundertwassers Philosophie einer Architektur in Harmonie mit der Natur war sein ökologisches Engagement. Er setzte sich für die Erhaltung des natürlichen Lebensraums der Menschen ein und forderte ein Leben in Einklang mit den Gesetzen der Natur. Er verfasste zahlreiche Manifeste, hielt Vorträge und gestaltete Plakate zugunsten des Naturschutzes, gegen die Kernenergie, zur Rettung der Meere und der Wale und zum Schutz des Regenwaldes.
Er war ein Verfechter der Humustoilette und des Prinzips der Pflanzenkläranlage. Für ihn waren Fäkalien nicht ekelerregend, sondern Teil des Kreislaufs der Natur. Davon zeugen sein Manifest Die Heilige Scheiße sowie eine Anleitung zum Selbstbau einer Komposttoilette.

## Politische Ansichten
Infolge seiner Erfahrungen als Verfolgter des NS-Regimes vertrat Hundertwasser früh eine konsequent antitotalitäre Position. Er dürfte von seiner Mutter im Sinne der in der Zwischenkriegszeit verbreiteten k.u.k.-Nostalgie beeinflusst worden sein. Seine frühen Ängste vor den im Karree marschierenden Bataillonen der Diktaturen könnte seine Ablehnung gegen die Geometrisierung des Menschen und seiner Architektur mit bedingt haben. In einem Brief aus 1954 assoziiert Hundertwasser zum Rechteck „die in geometrische Rechtecke gepressten Marschkolonnen“.
1959 engagierte sich Hundertwasser anlässlich der Flucht des Dalai Lama aus Tibet in Carl Laszlos Zeitschrift „Panderma“ für das tibetische religiöse Oberhaupt. In späteren Jahren, als bereits bekannter Künstler, betätigte sich Friedensreich Hundertwasser als Umweltaktivist und profilierte sich zuletzt eher als EU-Gegner und Verfechter der Bewahrung regionaler Eigenarten. Zu den weniger bekannten Facetten von Hundertwassers Persönlichkeit gehört sein Bekenntnis zur konstitutionellen Monarchie:

„Österreich braucht ein übergeordnetes Zentrum, bestehend aus immerwährenden höheren Werten, – die man gar nicht mehr auszusprechen wagt –, wie Schönheit, Kultur, inneren und äußeren Frieden, Glaube, Reichtum des Herzens […]

Österreich braucht einen Kaiser, der dem Volke untertan ist. Eine übergeordnete und strahlende Größe, zu der alle Vertrauen haben, weil diese Größe im Besitz aller ist. Die rationalistische Denkungsart hat uns zwar in diesem Jahrhundert einen ephemeren (= kurzlebigen; Anm. d. Red.) höheren amerikanischen Lebensstandard auf Kosten der Natur und der Schöpfung gebracht, der jetzt wieder zu Ende geht, doch unser Herz, unsere Lebensqualität, unsere Sehnsüchte zerstört, ohne die ein Österreicher nicht leben mag.
Es ist ungeheuerlich, daß  Österreich einen Kaiser hat, der niemandem Böses tat, und ihn dennoch wie einen Aussätzigen behandelt. Österreich braucht eine Krone! Es lebe Österreich! Es lebe die konstitutionelle Monarchie! Es lebe Otto von Habsburg!“

## Werke
Hundertwasser schuf viele Objekte angewandter Kunst, entwarf Briefmarken, Flaggen, Münzen, Bücher, Porzellanobjekte. Er gestaltete die „Vindobona“, ein Fahrgastschiff der DDSG Blue Danube (1995) und eine Boeing 757 für die deutsche Fluggesellschaft Condor (nicht realisiert). Darüber hinaus ließ er für den eigenen Gebrauch ein altes hölzernes Frachtschiff umbauen, das ihm zehn Jahre lang als Zuhause und Arbeitsplatz diente (siehe Regentag (Schiff)).

### Bauwerke

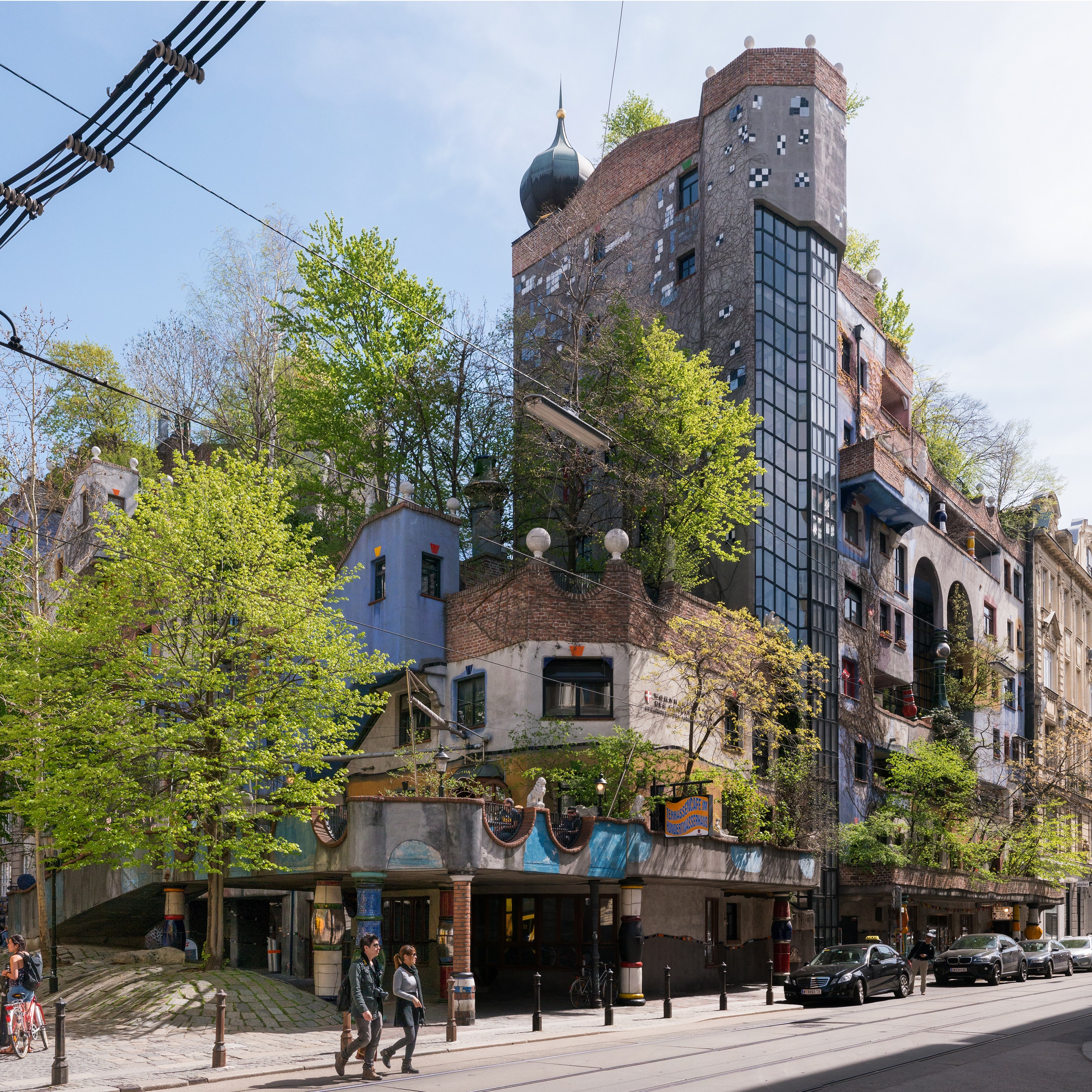
Hundertwasserhaus in Wien
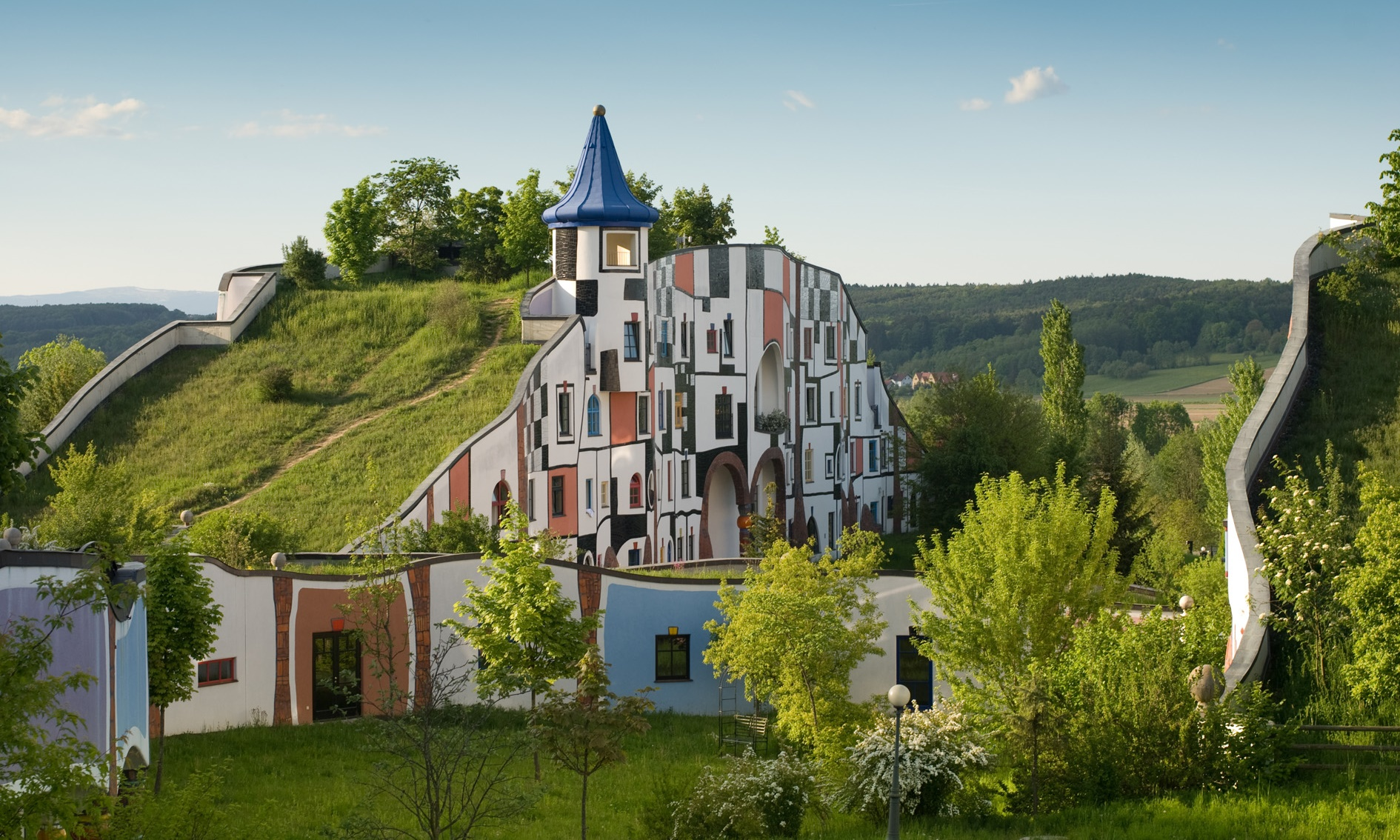
Das Hügelwiesenland Rogner Bad Blumau in der Steiermark (Österreich)
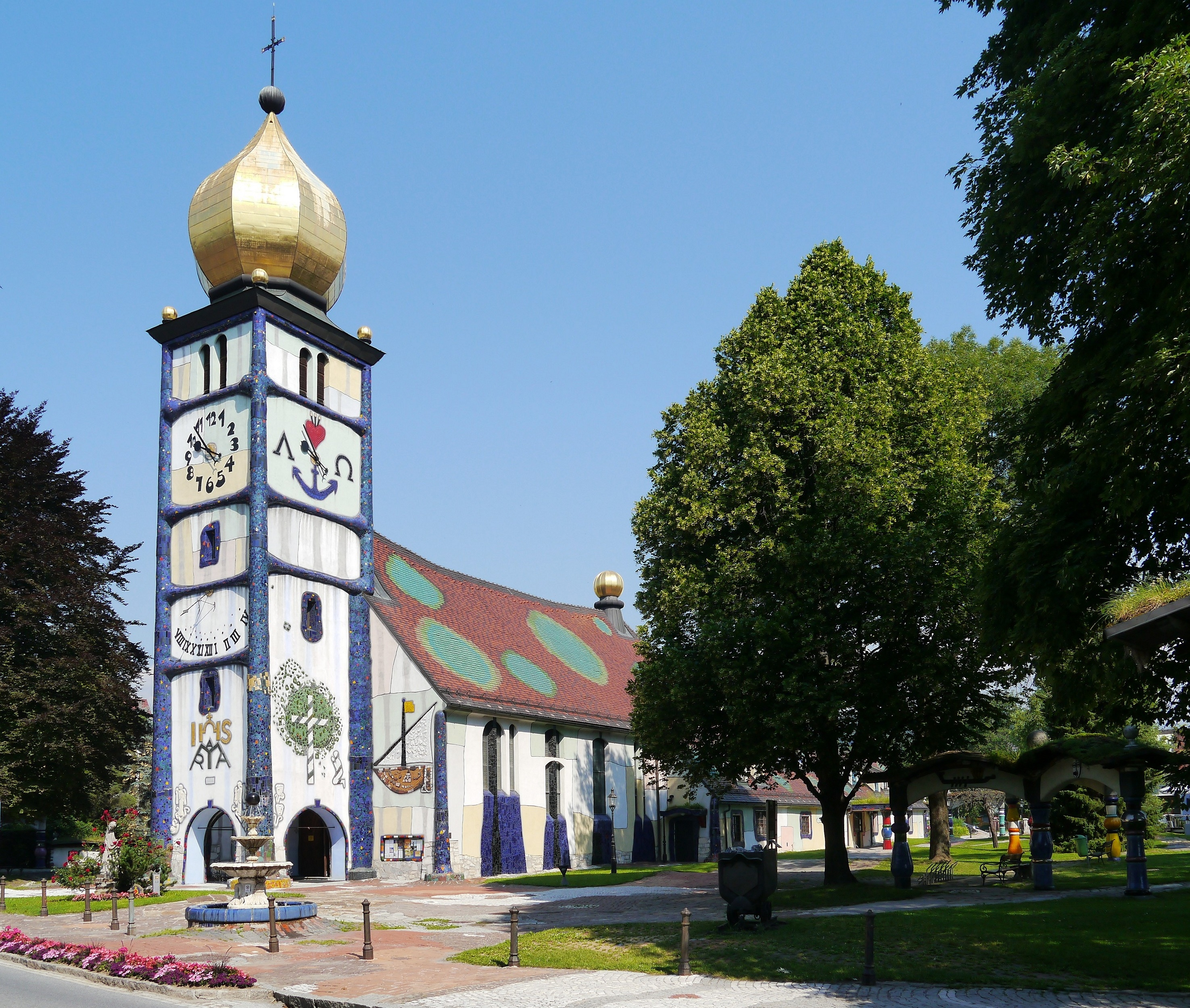
Pfarrkirche Bärnbach „Hundertwasserkirche“
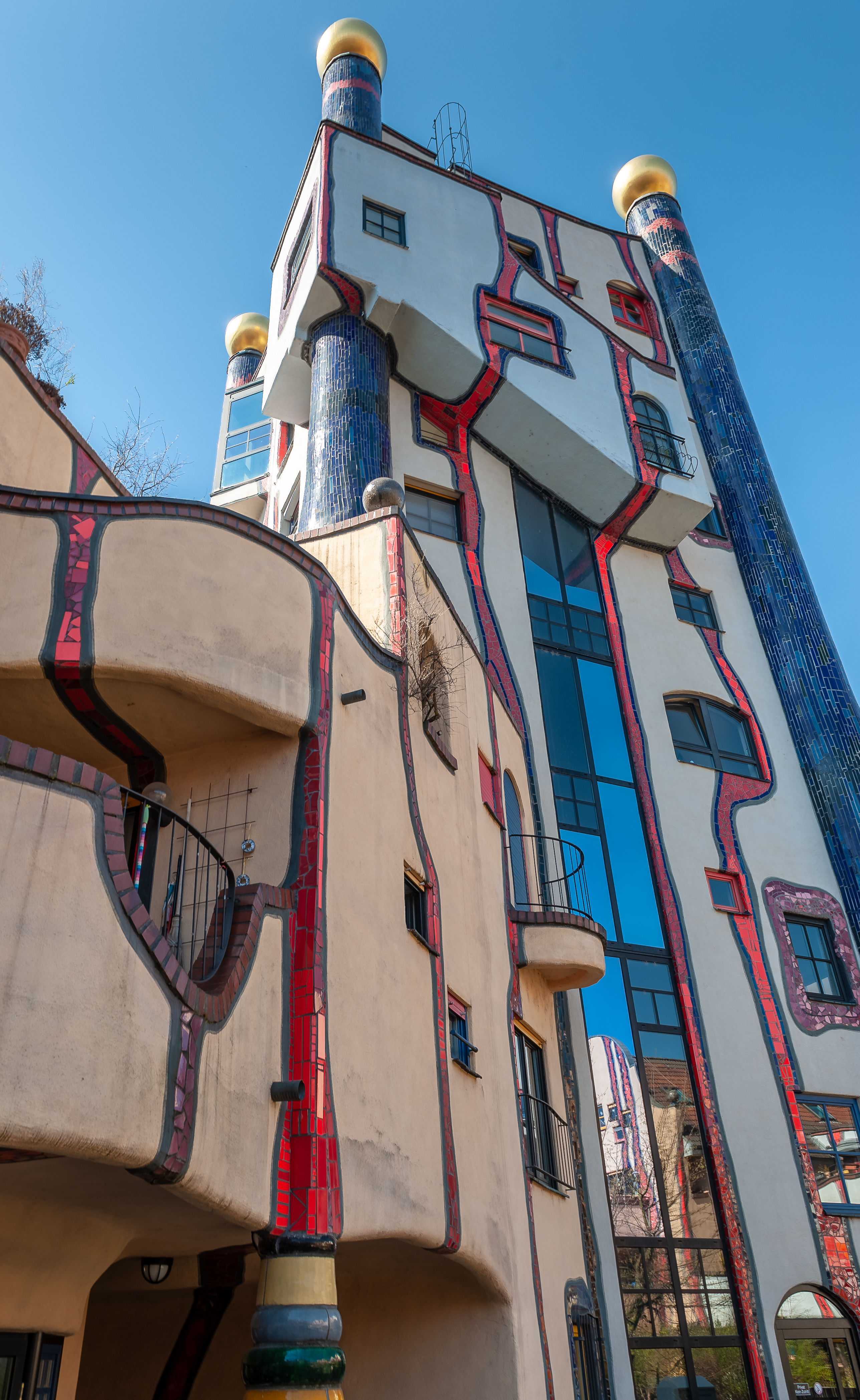
Hundertwasserhaus Wohnen unterm Regenturm Plochingen
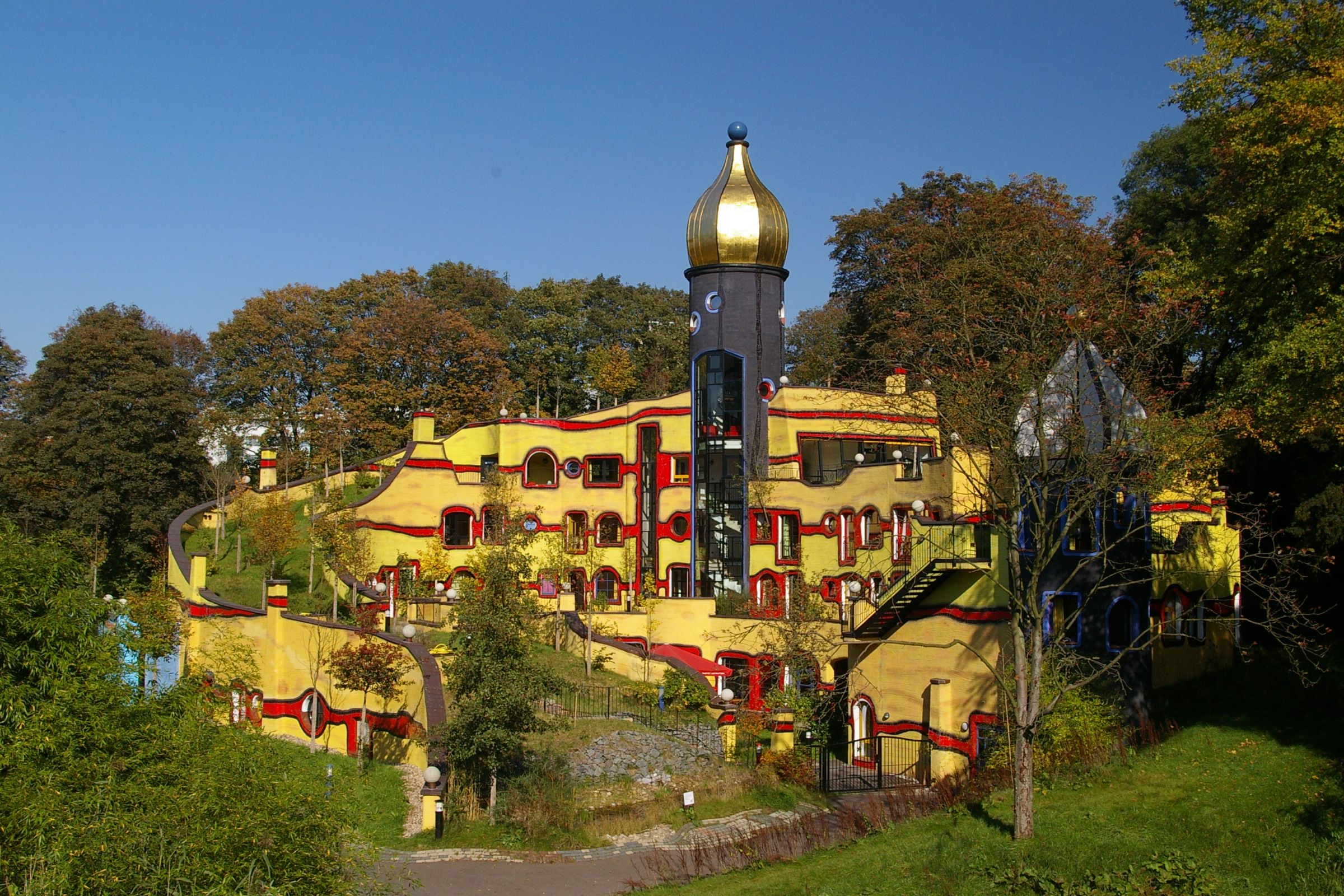
Ronald-McDonald-Haus[55] im Grugapark (Essen)
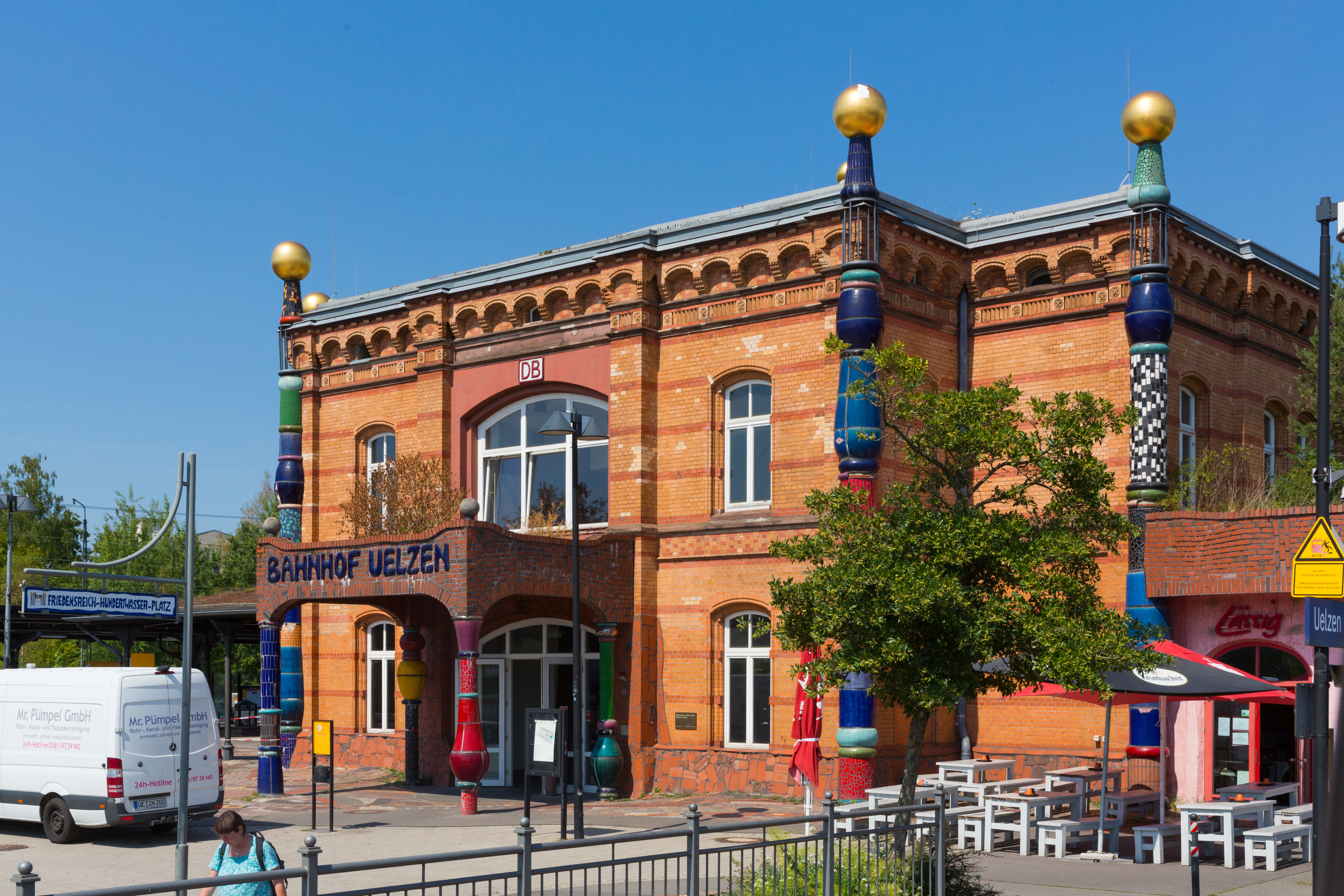
Hundertwasserbahnhof in Uelzen
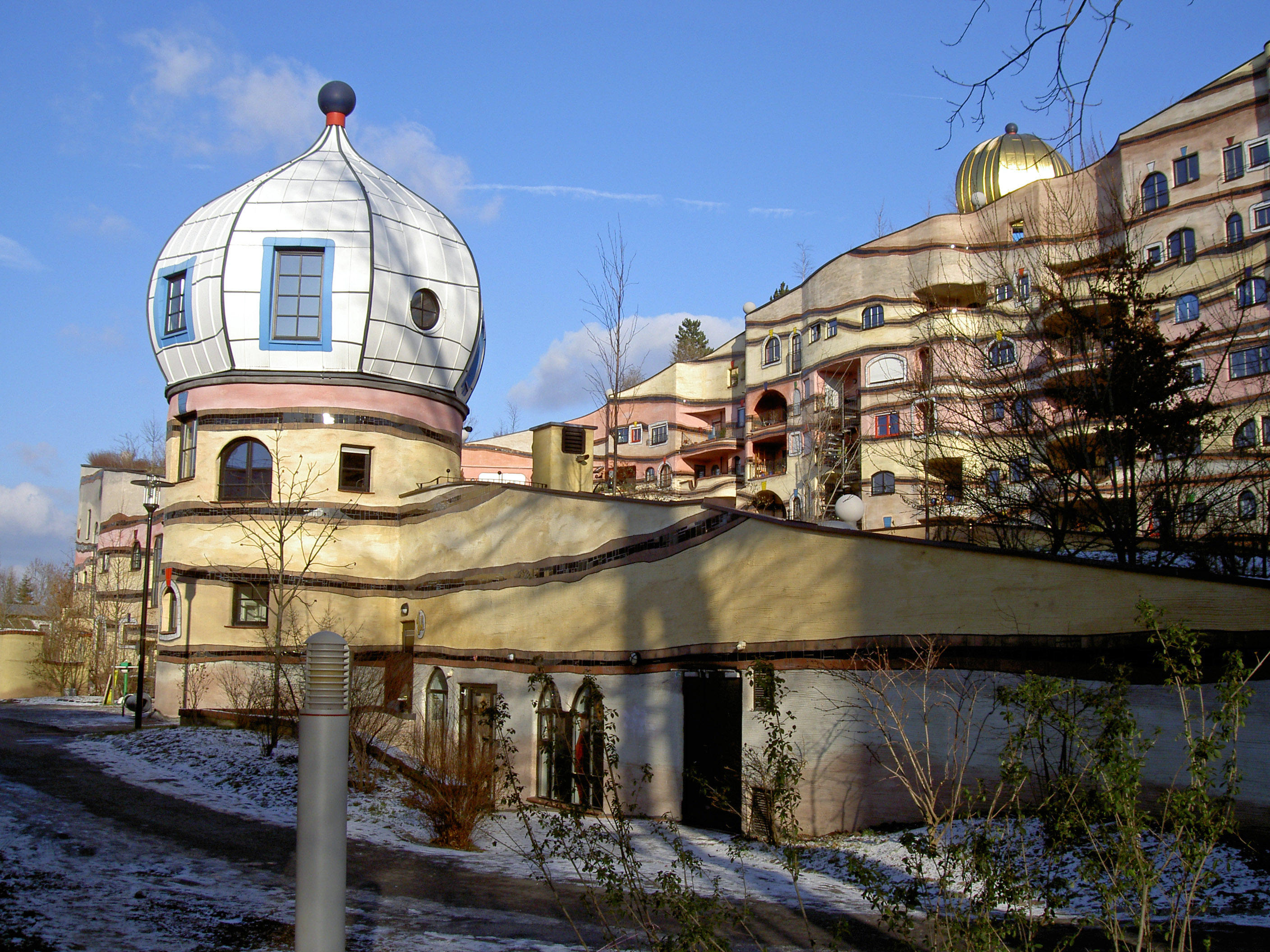
Kleiner Zwiebelturm vor der Waldspirale, Darmstadt
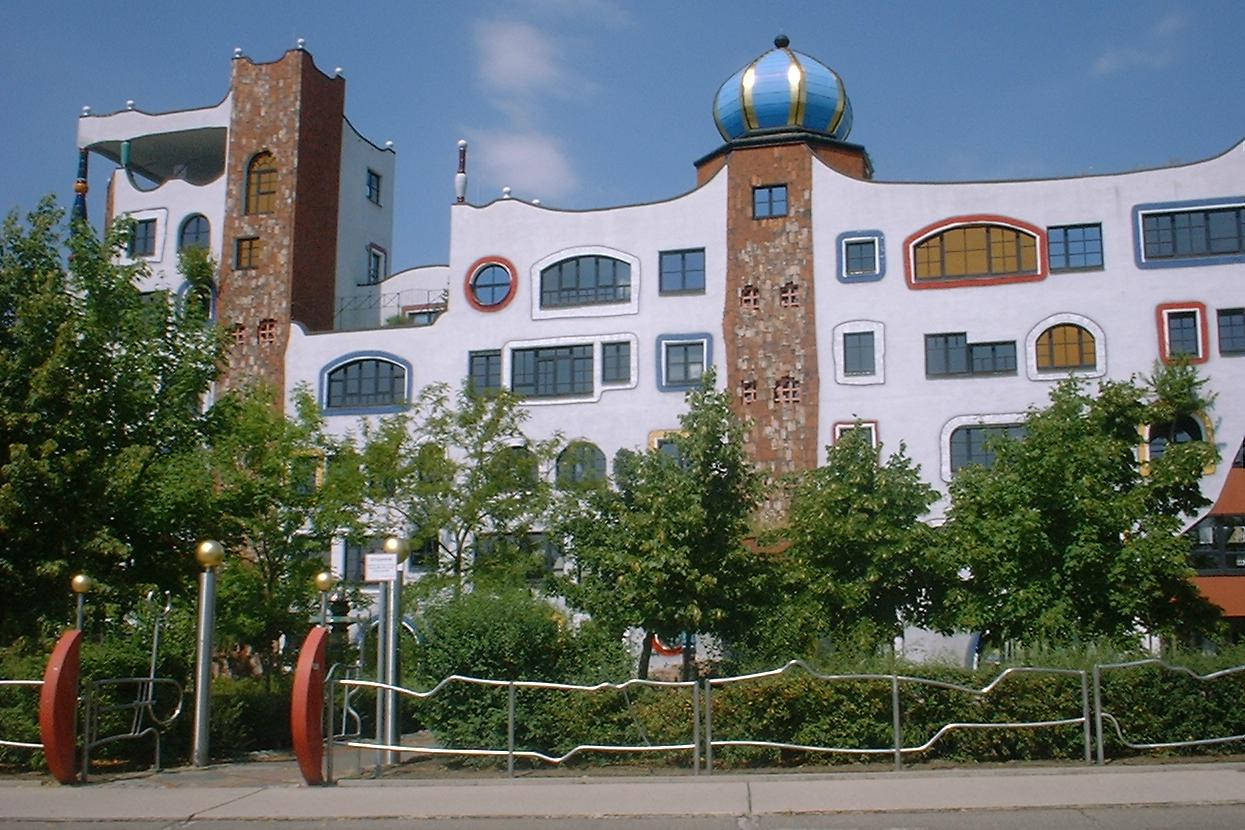
Luther-Melanchthon-Gymnasium, Lutherstadt Wittenberg
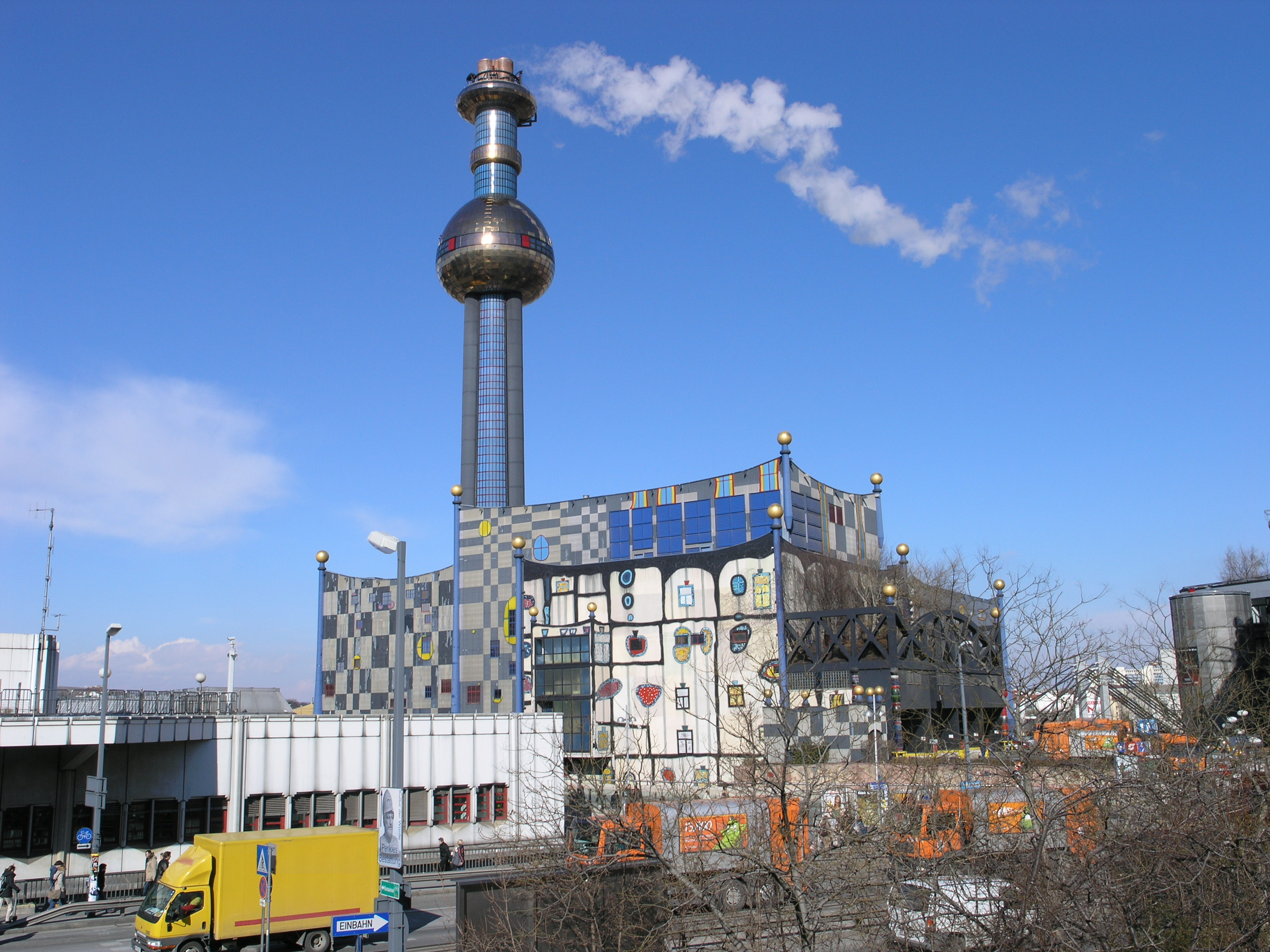
Müllverbrennungsanlage Spittelau, Wien
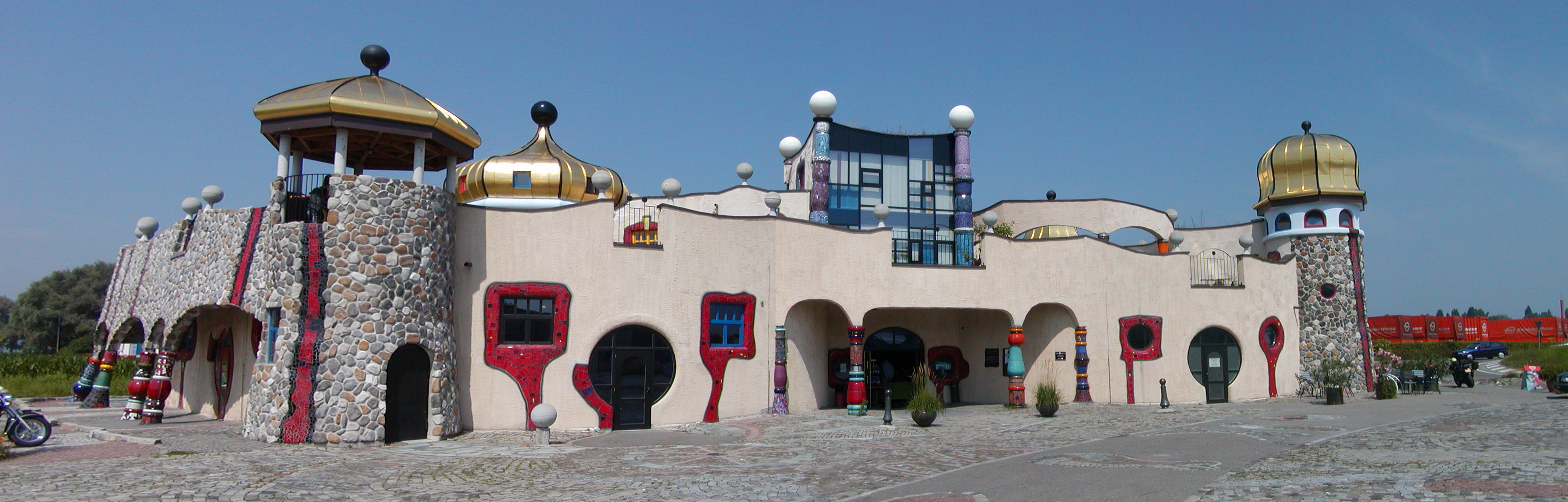
Markthalle Altenrhein (Schweiz)
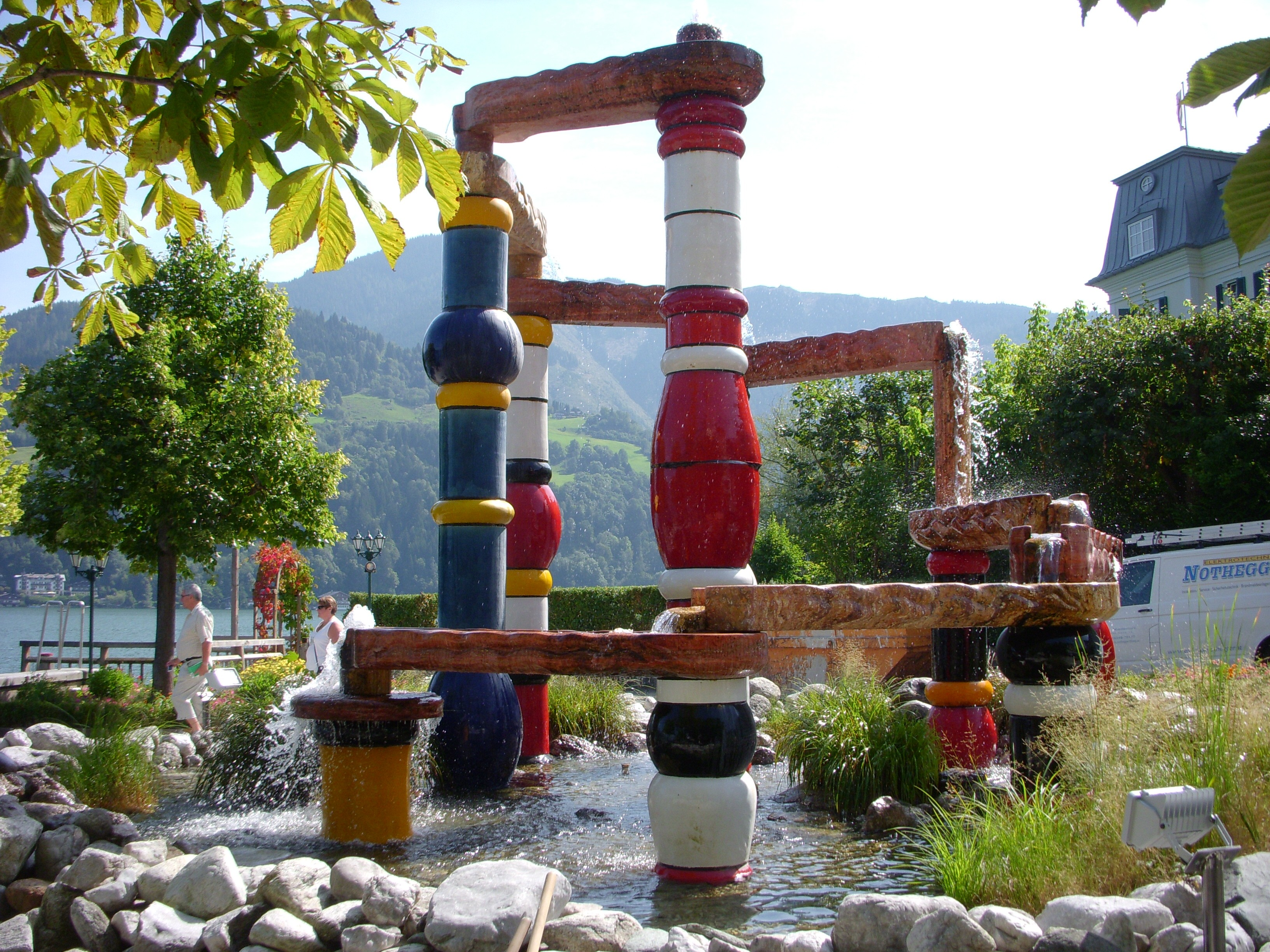
Österreichbrunnen in Zell am See
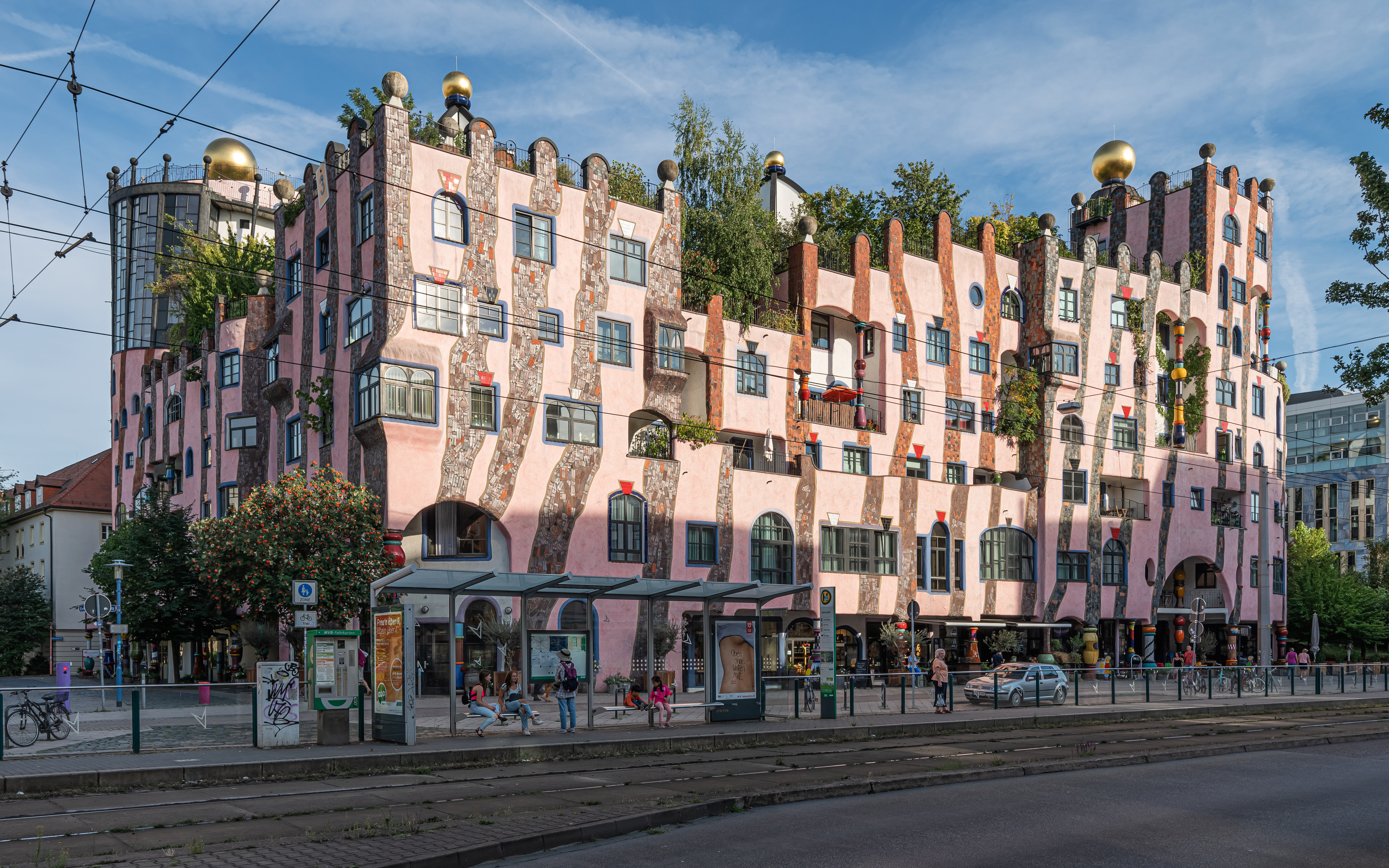
Hundertwassers letztes Projekt: Grüne Zitadelle, Magdeburg

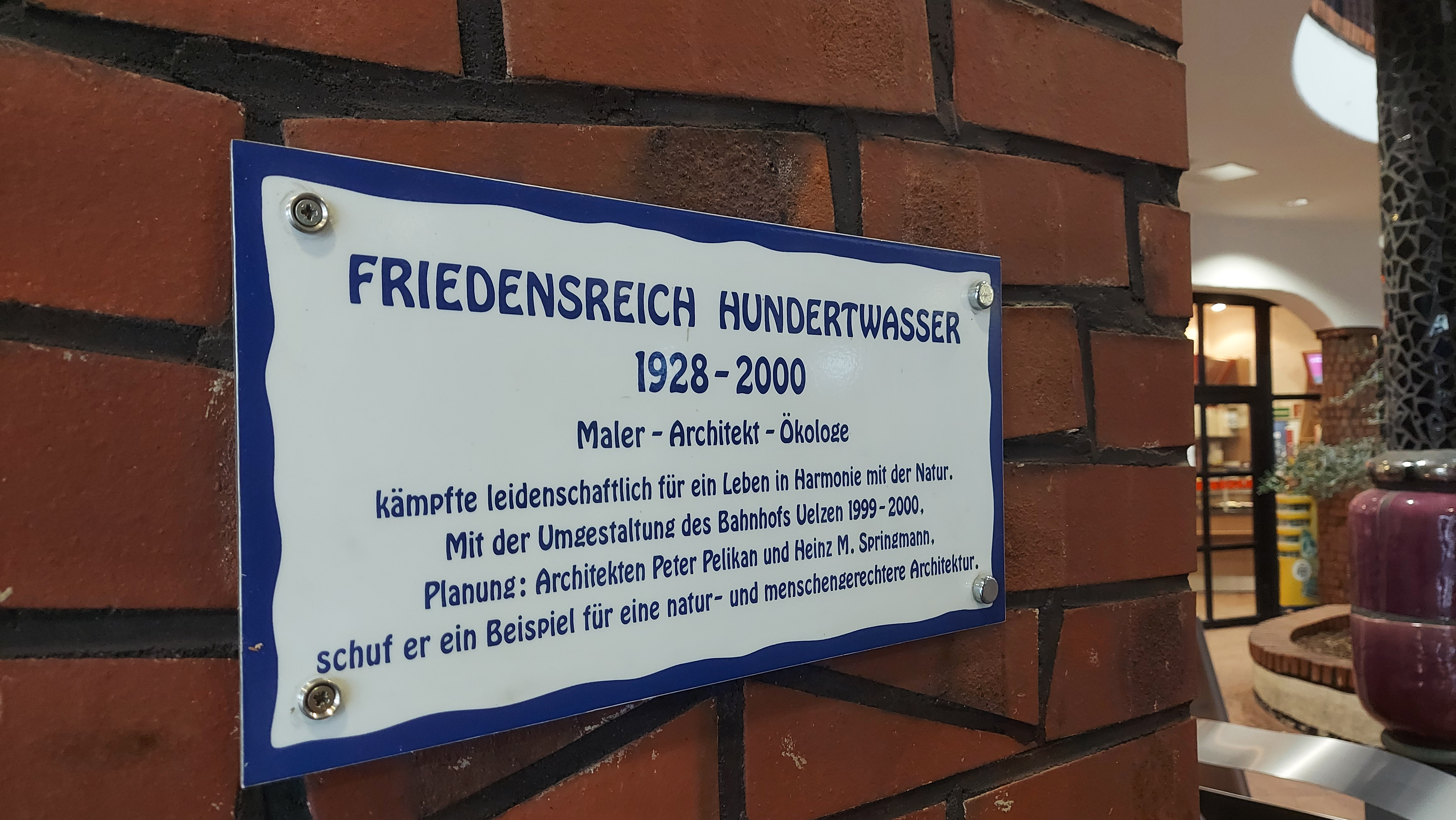
Hinweisschild im Uelzener Bahnhof

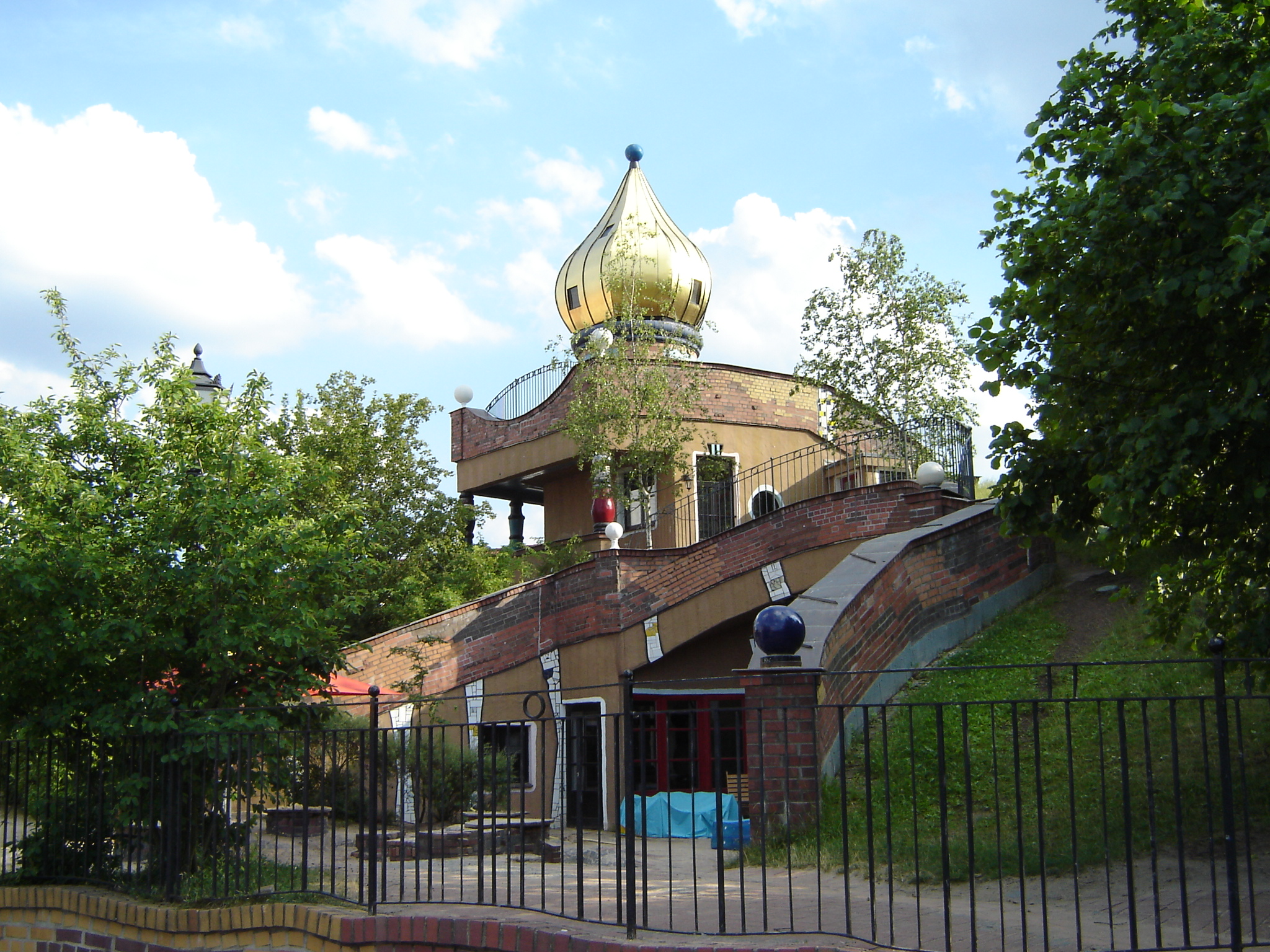
Hundertwasser-Kindertagesstätte in Frankfurt-Heddernheim
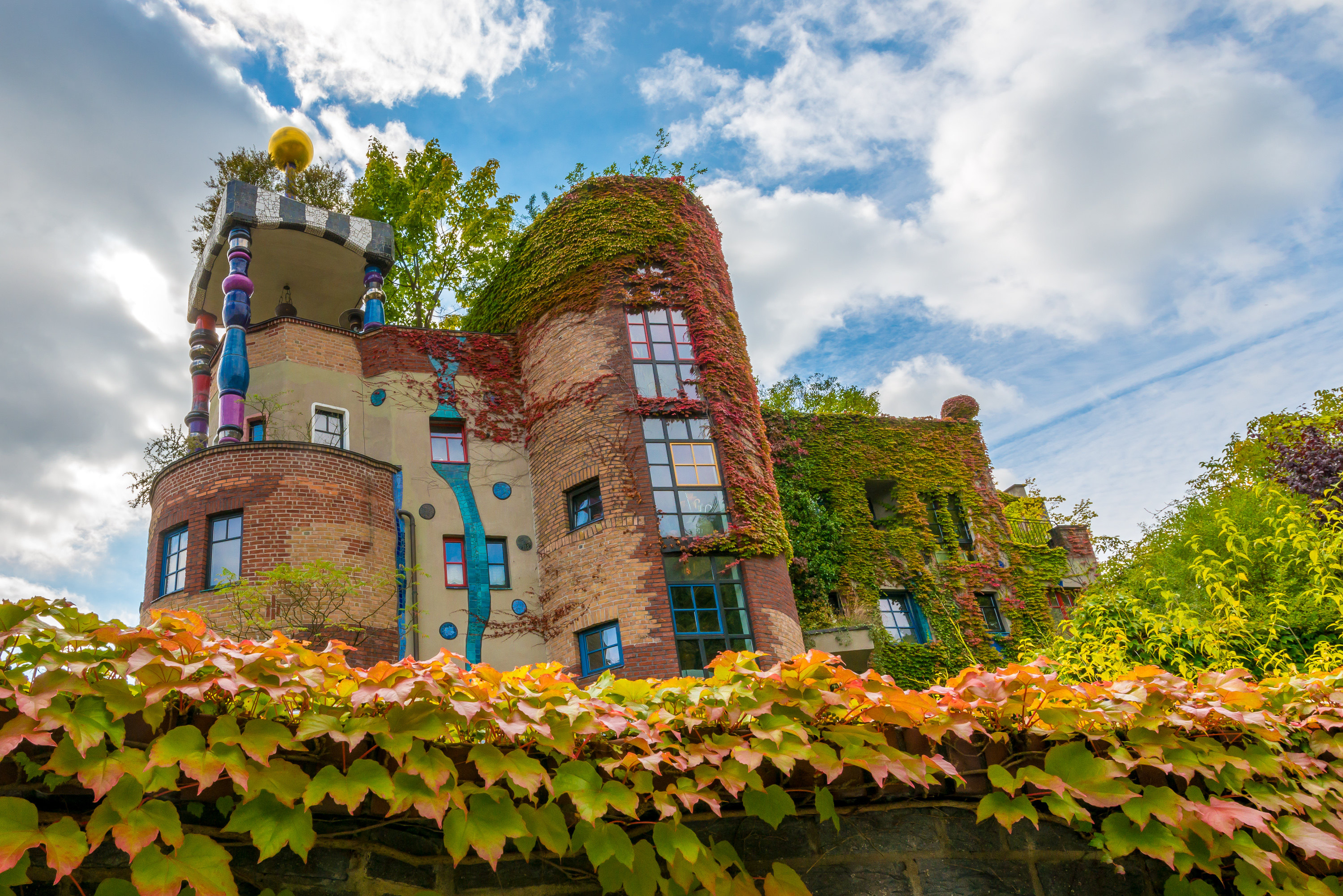
Wohnhaus am Quellenpark in Bad Soden am Taunus
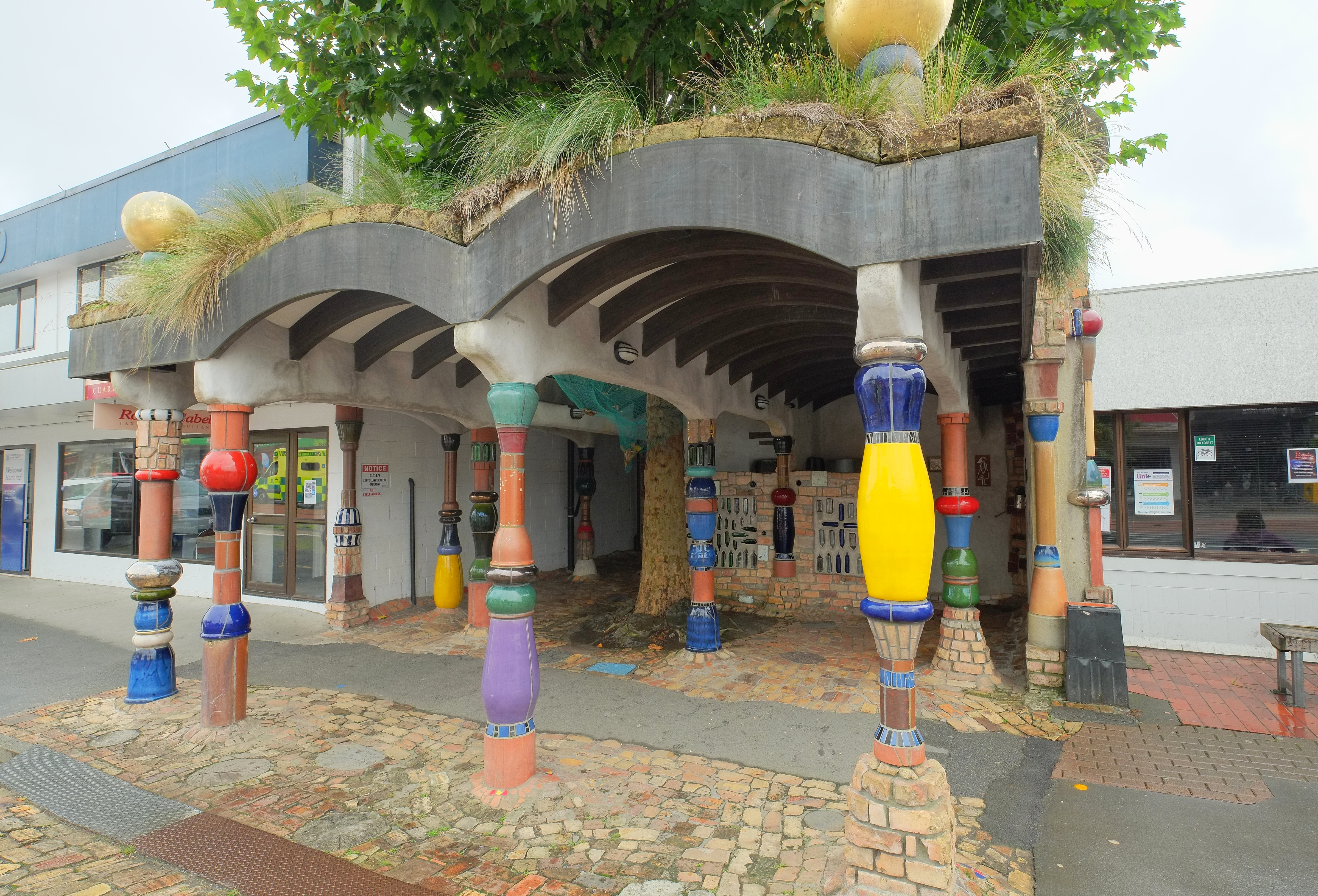
Die „Hundertwasser toilets“ in Kawakawa (Neuseeland) – das letzte Bauwerk Hundertwassers, das einzige auf der Südhalbkugel

Hundertwasser gestaltete folgende Bauwerke, eine Vielzahl davon in Zusammenarbeit mit den Architekten Peter Pelikan und Heinz M. Springmann:
- Österreich
  - Hundertwasserhaus in Wien, 1983–1985 (Original-Miturheber Josef Krawina)
  - Das Hügelwiesenland Rogner Bad Blumau, Bad Blumau Steiermark, 1993–1997
  - Mierka Getreidesilo Krems, 1982–1983
  - Rupertinum Salzburg (Zungenbärte), 1980–1987
  - St.-Barbara-Kirche Bärnbach, 1987–1988 (Architekt Manfred Fuchsbichler)
  - Dorfmuseum Roiten, 1987–1988
  - Textilfabrik Rueff in Muntlix und Hausnummern in Zwischenwasser, 1988
  - Müllverbrennungsanlage Spittelau, 1988–1997
  - Autobahnraststätte Bad Fischau, 1989–1990
  - KunstHausWien, 1989–1991
  - Kalke Village, Wien, 1990–1991
  - Brunnenanlage Zwettl, 1992–1994
  - Pavillon bei der DDSG Blue Danube Ponton Wien, 1992–1994
  - SpiralflussTrinkbrunnen I Linz, 1993–1994
  - Krankenstation (Onkologie) Graz, 1993–1994
  - Österreichbrunnen in Zell am See, 1996–2003
  - Fahrgastschiff Vindobona, DDSG, 1979 in Dienst gestellt, nunmehr „Hundertwasserschiff“[56]

- Deutschland
  - Rosenthal-Fabrik Selb, 1980–1982
  - Hundertwasser-Kindertagesstätte Frankfurt-Heddernheim, 1988–1995
  - Öko-Haus Hamm, Maximilianpark, 1981–1982
  - In den Wiesen Bad Soden am Taunus, 1990–1993
  - Wohnen unterm Regenturm Plochingen am Neckar, 1991–1994
  - Luther-Melanchthon-Gymnasium in der Lutherstadt Wittenberg, 1997–1999
  - Das Stadtcafé Ottensen in Zusammenarbeit mit Jule Beck, 1998
  - Die Waldspirale von Darmstadt, 1998–2000
  - Bahnhof Uelzen, 1999–2001
  - Kuppel am Kindergarten Düsseler Tor in Wülfrath, 2001
  - Grüne Zitadelle von Magdeburg, gebaut 2004–2005; das letzte von Friedensreich Hundertwasser im Jahr 2000 entworfene Gebäude.
  - Ronald McDonald Haus der McDonald’s Kinderhilfe in Essen/Grugapark
  - Kuchlbauer-Turm in Abensberg (nach Ablehnung des originalen Entwurfs durch den Denkmalschutz realisierte der Architekt Peter Pelikan eine verkleinerte Umplanung)

- Japan
  - Countdown 21st Century Monument for TBS Tokio, 1992
  - Kids Plaza Osaka, 1996–1997
  - Maishima Incineration Plant Osaka, 1997–2000
  - Maishima Sludge Center Osaka, 2000

- USA
  - Quixote Winery Napa Valley, 1992–1999

- Israel
  - SpiralflussTrinkbrunnen II Tel Aviv, 1994–1996

- Schweiz
  - Markthalle Altenrhein, 1998–2001

- Neuseeland
  - Hundertwasser-Toilette, eine öffentliche Toilette in Kawakawa, 1999
  - Hundertwasser Art Centre, Whangarei, 2018-2022

### Bilder
Hundertwassers Bilder sind in Aquarell oder Mischtechnik gemalt, einige wenige als Ölbilder. Er stellte viele seiner Farben selbst her und malte mit Wasserfarben, mit Ölfarben und Eitempera, mit glänzenden Lacken und zerriebenen Erden. Die „Chassis“ seiner Gemälde hat er meist selbst angefertigt und fast immer die Leinwände selbst aufgezogen. Er malte auf den verschiedensten Papieren, in frühen Jahren mit Vorliebe auf gebrauchten Packpapieren, und montierte diese auf die Bildträger wie Holzfaserplatten oder Leinwand.
Hundertwasser hat weniger als 1000 Bilder geschaffen, wobei auch das im Taschen-Verlag 2002 erschienene Werkverzeichnis keinen Schluss auf die genaue Anzahl zulässt, weil es in der Systematik und Nummerierung den Vorgaben des Künstlers folgt. Hundertwasser hat seine Werke selbst nummeriert. Er betrachtete die Oeuvre-Nummer als Teil des Namens eines Werks und hat sie stets oval eingefasst. In den Nummern 1 bis 1008 des Hauptwerks sind nicht nur Mixed-Media-Bilder und Aquarelle enthalten, sondern auch Zeichnungen und andere Werke wie Grafiken, die Hundertwasser mit einer Nummer versehen hat. Außerdem gibt es unter den Hauptwerknummern auch Serien von Zeichnungen (Doodles-Zeichnungen), die unter einer einzigen Nummer zusammengefasst sind. Jugendwerke (Werke 1934–1949) sind separat nummeriert. Bereits seit 2008 existiert ein vom Hundertwasser-Archiv in Wien erstelltes Online-Werkverzeichnis auf www.hundertwasser.com.
- 1952: 147 Das Match des Jahrhunderts, Privatsammlung
- 1955: 224 Der große Weg, Belvedere, Wien
- 1959: 425 Kaaba-Penis – Die halbe Insel, Hamburg Sammlung Poppe
- 1960: 433 Das ich weiß es noch nicht, KunstHausWien
- 1971: 699 Die Häuser hängen an der Unterseite der Wiesen
- 1988: 897 Silver Spiral, KunstHausWien

1954 entwickelte Hundertwasser die Kunsttheorie des Transautomatismus.

### Grafische Werke
(Auswahl)
- 1961: Häuser im Blutregen, japanischer Farbholzschnitt
- 1968: King Kong, Serigrafie
- 1969–1971: Good Morning City, Serigrafie
- 1971: Regentag, Mappe mit 10 Blatt Farbserigrafien
- 1974: Wiesenmann, Radierung
- 1979: Fall in Cloud, Fall in fog, fall out, Serigrafie
- 1984: Nights Homo Humus Come Va How Do You Do, Fotolithografie/Serigrafie[58]

### Briefmarken und Medaillen
Zu dem umfangreichen Schaffen Hundertwassers gehören 26 Werke, die von ihm selbst als Briefmarkenentwürfe für verschiedene Postverwaltungen konzipiert wurden. Siebzehn dieser Entwürfe wurden – zum Teil nach seinem Tode – als Briefmarke realisiert.
- Österreich
  - Moderne Kunst in Österreich, 1975
  - Gipfelkonferenz der Staats- und Regierungschefs der Europarat-Mitgliedsstaaten, Wien, 1993
  - 80. Geburtstag Friedensreich Hundertwasser (4 Briefmarken in Form eines Blocks), 2008
- Senegal – Kunst auf Briefmarken (3 Briefmarken), 1979
- Kap Verde – Schifffahrt, 1982 (gedruckt, aber nicht ausgegeben), 1985 (mit Überdruck ausgegeben)
- UNO-Postverwaltung (Wien, Genf und New York) – 35. Jahrestag der Allgemeinen Erklärung der Menschenrechte (6 Briefmarken), 1983
- Liechtenstein – Hommage an Liechtenstein, 1993

Zwei der Entwürfe wurden nicht ausgeführt, da es Alternativentwürfe zu einer Briefmarkenausgabe (Vereinte Nationen, Senegal) waren. Sieben weitere Entwürfe entstanden für die Postverwaltungen von Marokko und Französisch-Polynesien und wurden nicht als Briefmarke realisiert. Daneben hat Friedensreich Hundertwasser einige seiner Werke für Briefmarkenausgaben adaptiert. Auf der Grundlage dieser Adaptionen erfolgten Briefmarkeneditionen von:
- Frankreich – 2 Dienstmarken für den Europarat, 1994
- UNO-Postverwaltung (Wien, Genf und New York) – Sozialgipfel (3 Briefmarken), 1995
- Luxemburg – Europäische Kulturhauptstadt (3 Briefmarken), 1995
- Liechtenstein – EXPO 2000 Hannover (3 Briefmarken), 2000

Die Österreichische Post verwendete weitere Hundertwasser-Motive für die Europa-Ausgabe 1987 (Moderne Architektur, Hundertwasserhaus), anlässlich seines Todes 2000 (Gemälde Blue Blues, im Rahmen der WIPA 2000) und 2004 Nationalpark Donauauen (Plakat Die freie Natur ist unsere Freiheit anlässlich des Jubiläums der Aubesetzung in Hainburg).
Erstmals wurde ein Hundertwasser-Motiv anlässlich der Kunstausstellung Salon de Mayo (Havanna, 1967) auf einer kubanischen Briefmarke wiedergegeben. Mit Ausnahme der Dienstmarken für den Europarat und der kubanischen Marke wurden alle Briefmarken von Wolfgang Seidel gestochen und von der Österreichischen Staatsdruckerei in einem aufwändigen Kombinationsdruckverfahren produziert (Stichtiefdruck, Rastertiefdruck, teilweise in Metallprägung).
Als Medailleur schuf Hundertwasser seine „Münz-Skulpturen“.

### Buchgestaltungen und andere Beispiele angewandter Kunst
- Brockhaus-Enzyklopädie: 1989 erschien die von Hundertwasser gestaltete 19. Auflage der 24-bändigen Brockhaus-Enzyklopädie in einer auf 1800 Stück limitierten Sonderausgabe. Jeder Einband dieser Auflage variiert in der Farbe des Leinens wie auch in den Farben der Folienprägung, somit ist jedes Exemplar ein Unikat. „Kein Band, kein Einband der von mir entworfenen Enzyklopädie ist dem anderen gleich. Trotzdem greifen sie bei aller Verschiedenheit ineinander und fügen sich zu einem Gesamtbild. Dieses Vernetzen untereinander ist Sinnbild des Wissens, das Brockhaus vermittelt“ (F. Hundertwasser).
- Stowasser: lateinisch-deutsches Schulwörterbuch von Joseph Maria Stowasser. Für die 1994 neu erschienene Ausgabe des Wörterbuchs „Der kleine Stowasser“ gestaltete Hundertwasser textile Einbände in 100 farblich unterschiedlichen Variationen.
- Bibel 1995, Format: 20 × 28,5 cm, 1.688 Seiten, 80 ganzseitige Bilder, davon 30 Collagen, die Hundertwasser eigens für diese Bibel-Edition geschaffen hat. Jede Bibel zeichnet sich durch eine andere Farbkombination in der Leinenwebung aus. Ebenfalls unterscheiden sich die Exemplare in den leuchtend strahlenden Metall-Farbprägungen. Jeder Einband wurde überwiegend in Handarbeit hergestellt.

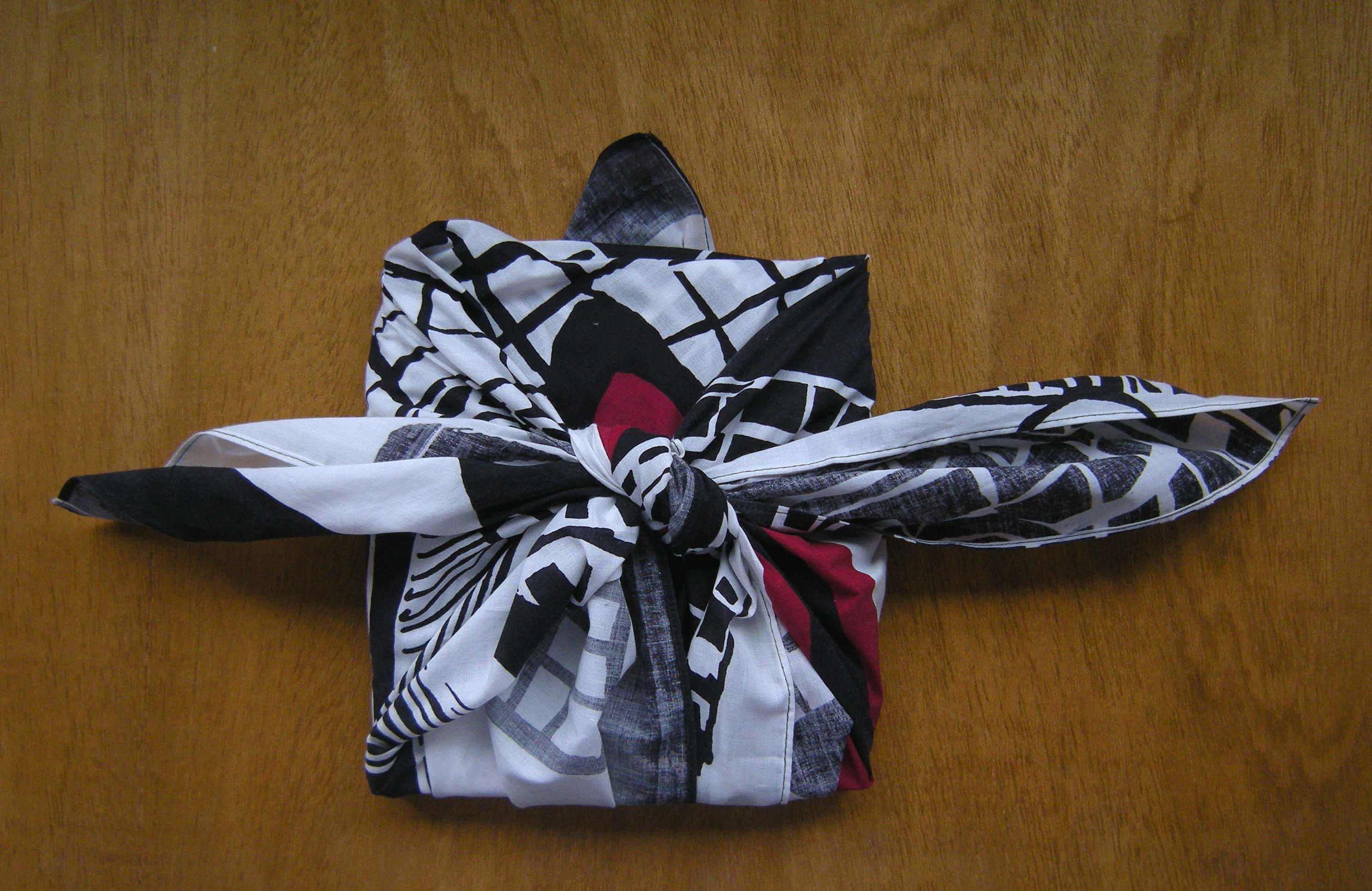
Furoshiki von Hundertwasser

- Hundertwasser-Furoshiki, Hundertwassers Beitrag für eine abfallfreie Gesellschaft, ein japanisches Einpacktuch, ein Anstoß für eine neue Verpackungskultur.

## Auszeichnungen
- 1959: Sanbra-Preis bei der V. Biennale von São Paulo
- 1961: Mainichi-Preis in Tokio
- 1980: Großer Österreichischer Staatspreis für Bildende Kunst
- 1981: Österreichischer Naturschutzpreis
- 1985: Officier de l’Ordre des Arts et des Lettres
- 1988: Ehrenmedaille der Bundeshauptstadt Wien in Gold
- 1988: Goldenes Ehrenzeichen des Landes Steiermark
- 1997: Großes Ehrenzeichen für Verdienste um die Republik Österreich [37]
- 1998: Columbus Ehrenpreis der Vereinigung Deutscher Reisejournalisten

## Ehrungen

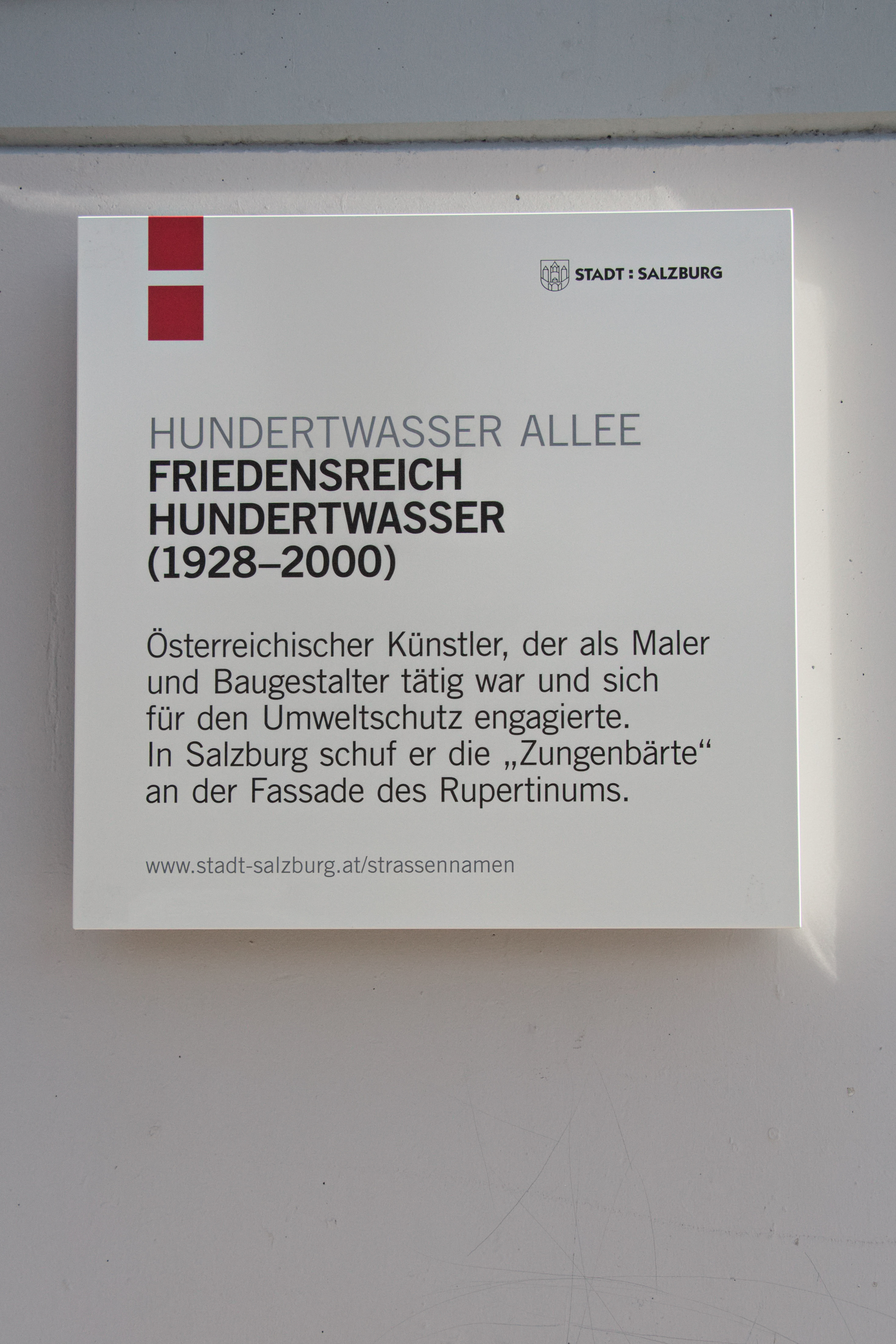
Straßenschild mit Erläuterung zur Hundertwasser Allee in Salzburg

Nach Hundertwasser wurden die folgenden Straßen und Plätze benannt:
- Hundertwasser-Promenade, Wien, Landstraße (3. Bezirk); 2002
- Friedensreich-Hundertwasser-Platz, Wien, Rudolfsheim-Fünfhaus (15. Bezirk); 2007
- Friedensreich-Hundertwasser-Platz, Uelzen, Deutschland
- Hundertwasser Allee, Salzburg; 2001
- Friedensreich Hundertwasser Park, Wittenberg, Deutschland
- Hundertwasser Straße, Wülfrath, Deutschland
- Rue Friedrich Stowasser, Saint-Jean-de-la-Forêt, Frankreich

Folgende Schulen wurden in Deutschland nach Hundertwasser benannt:
- Hundertwasser-Gesamtschule Rostock
- Hundertwasser-Schule Gütersloh
- Friedensreich-Hundertwasser-Schule Neukirchen-Vluyn
- GGS Hundertwasserschule Duisburg
- Hundertwassergrundschule Leeste
- Friedensreich Hundertwasser Schule Würzburg
- Friedensreich-Hundertwasser-Schule Münster

## Ausstellungen (Auswahl)
- Hundertwasser Malerei, Art Club, Wien, 1952
- Studio Paul Facchetti, Paris, 1954
- Galerie H. Kamer, Paris, 1957
- Rétrospective Hundertwasser 1950–1960, Galerie Raymond Cordier, Paris, 1960
- Tokyo Gallery, Tokio, 1961
- Hundertwasser ist ein Geschenk für Deutschland, Galerie Änne Abels, Köln, 1963
- Wanderausstellung 1964/65: Hundertwasser: Kestner-Gesellschaft, Hannover; Kunsthalle Bern; Karl-Ernst-Osthaus-Museum, Hagen; Stedelijk Museum, Amsterdam; Moderna Museet, Stockholm; Museum des 20. Jahrhunderts
- Wanderausstellung 1968/69: USA, University Art Museum, Berkeley; Santa Barbara Museum of Art, Santa Barbara; The Museum of Fine Arts, Houston; The Arts Club of Chicago; The Galerie St. Etienne, New York; The Phillips Collection, Washington DC
- Aberbach Fine Art, New York, 1973
- Wanderausstellung 1973/74: Hundertwasser 1973 New Zealand, City of Auckland Art Gallery, Auckland; Govett-Brewster Art Gallery, New Plymouth; New Zealand Academy of Fine Arts, Wellington; City Art Gallery, Christchurch; City Art Gallery, Dunedin
- Wanderausstellung: Hundertwasser 1974 Australia: National Gallery of Victoria, Melbourne; Albert Hall, Canberra; Opera, Sydney
- Stowasser 1943 bis Hundertwasser 1974, Albertina, Wien, 1974
- Haus der Kunst, München, 1975
- Österreich zeigt den Kontinenten Hundertwasser 1975-1987 Weltwandermuseumsausstellung. Die Ausstellung wurde von 1975 bis 1983 in 43 Museen in 27 Ländern gezeigt.
- Albertina Graphik Ausstellung 1974-1992 Wanderausstellung des grafischen Werks, ausgehend von der Ausstellung in der Grafischen Sammlung Albertina, Wien, 1974
- Wanderausstellung 1979–1981: Hundertwasser Is Painting, Aberbach Fine Art, New York; Tokyo Gallery, Tokio; Galerie Brockstedt, Hamburg; Hammerlunds Kunsthandel, Oslo; Galerie Würthle, Wien
- Hundertwasser – Peintures Récentes, Artcurial, Paris, 1982
- Paintings by Hundertwasser, Aberbach Fine Art, New York, 1983
- Wanderausstellung 1989: Japan, Tokyo Metropolitan Teien Art Museum, Tokio; Iwaki City Art Museum, Fukushima; Ohara Museum of Art, Okayama
- Hundertwasser – Important works, Landau Fine Art, Montreal, 1994/1995
- Hundertwasser Retrospektive, Institut Mathildenhöhe, Darmstadt, 1998
- Wanderausstellung 1998/99: Japan, Isetan Museum of Art, Tokio, Museum “EKi”, Kioto; Sakura City Museum of Art, Chiba
- Hundertwasser-Architektur – Von der Utopie zur Realität, KunstHausWien, Wien, 2000/2001
- Wanderausstellung 2005/06: Deutschland, Friedensreich Hundertwasser – Ein Sonntagsarchitekt. Gebaute Träume und Sehnsüchte, Deutsches Architekturmuseum (DAM), Frankfurt; Stiftung Schleswig-Holsteinische Landesmuseen, Schloss Gottorf; Kunstforum der Bausparkasse Schwäbisch Hall AG, Schwäbisch Hall; Städtische Museen Zwickau, Kunstsammlungen, Zwickau
- The Art of Friedensreich Hundertwasser. A Magical Eccentric, Szépmüvészeti Museum, Budapest, 2007/2008
- Olhares sobre os Direitos Humanos e Meio Ambiente - Hundertwasser e Mello, Caixa Cultural Brasília e Salvador, Brasilien, 2009
- HUNDERTWASSER 2010 IN SEOUL, Seoul Arts Center – Design Museum, Seoul, Korea, 2010/2011
- Hundertwasser – Die Kunst des grünen Weges, 20 Jahre KunstHausWien Jubiläumsausstellung, KunstHausWien, Österreich, 2011
- Friedensreich Hundertwasser – Die Ernte der Träume[61]
- Hundertwasser-Ausstellung in Adelsdorf[62]
- Hundertwassers letztes Bild im KunstHausWien[63]
- Hundertwasser: Japan und die Avantgarde, Belvedere Wien, 2013[64]
- Hundertwasser, Arken Museum, Ishøj, Dänemark, 2014
- Hundertwasser – Lebenslinien, Osthaus-Museum Hagen, Hagen, Deutschland, 2015
- Hundertwasser. Schön & Gut, Buchheim-Museum, Bernried, Deutschland, 2016/2017
- Hundertwasser – Die grüne Stadt, Sejong Museum of Art, Seoul, Korea, 2016/2017
- Hundertwasser – Farbenspiele, Schloss Britz im Berliner Ortsteil Britz, 2017[65]
- Hundertwasser – En route pour le bonheur! Musée de Millau et de Grands Causses, Millau, Frankreich, 2018
- Friedensreich Hundertwasser zum 95. Geburtstag, Museum Würth 2, Atrium, Künzelsau 2023/24[66]

## Werke in Museen
Originalgemälde
- Akademie der bildenden Künste, Gemäldegalerie, Wien, Österreich
- Akademie der bildenden Künste, Kupferstichkabinett, Wien, Österreich
- Albertina, Wien, Österreich
- Albertina, Wien – Sammlung Essl
- Albertina, Wien – Sammlung Batliner
- Artothek des Bundes, Wien, Österreich
- Brooklyn Museum, New York, USA
- Centre National d’Art et de Culture Georges Pompidou, Paris, Frankreich
- Hamburger Kunsthalle, Deutschland
- Henie-Onstad Kunstsenter, Høvikodden, Norwegen
- Herbert Liaunig Privatstiftung, Österreich
- Hilti Foundation, Liechtenstein
- Iwaki City Art Museum, Japan
- KunstHausWien, Museum Hundertwasser, Wien, Österreich
- Louisiana Museum of Modern Art, Humlebaek, Dänemark
- MAK – Museum für angewandte Kunst, Wien, Österreich
- Mishkan Le'Omanut, Museum of Art, Ein-Harod, Israel
- MUMOK – Museum Moderner Kunst Stiftung Ludwig Wien, Österreich
- Musée d’Art moderne, Troyes, Frankreich
- Museo del Novecento, Collezione Boschi di Stefano, Mailand, Italien
- Museo Thyssen-Bornemisza, Madrid, Spanien
- Museu de Arte Contemporanea da USP, Sao Paulo, Brasilien
- Museum der Moderne – Rupertinum, Salzburg, Österreich
- Museum für Kunst und Gewerbe, Hamburg, Deutschland
- Nagoya City Art Museum, Japan
- Nationalgalerie Prag / Narodni galerie v Praze, Tschechien
- Ny Carlsberg Glyptotek, Kopenhagen, Dänemark
- Österreichische Galerie Belvedere, Wien, Österreich
- Ohara Museum of Art, Okayama, Japan
- Osthaus Museum Hagen, Deutschland
- Peggy Guggenheim Collection, Venedig, Italien
- Pinakothek der Moderne, München, Deutschland
- Sammlung Würth, Künzelsau, Deutschland[67]
- Saint Louis University, USA
- San Diego Museum of Art, USA
- Solomon R. Guggenheim Museum, New York, USA
- Sprengel Museum Hannover, Deutschland
- Statens Museum for Kunst, Kopenhagen, Dänemark
- Stedelijk Museum Amsterdam, Niederlande
- Städtische Kunsthalle Mannheim, Deutschland
- The Museum of Modern Art, New York, USA
- The Niigata Prefectural Museum of Modern Art, Japan
- Wien Museum, Wien, Österreich

Druckgrafische Werke
- Akademie der bildenden Künste, Kupferstichkabinett, Wien, Österreich
- Albertina, Wien, Österreich
- Albertina, Wien – Sammlung Essl
- Brooklyn Museum, New York, USA
- Cincinnati Art Museum, USA
- Erzbischöfliches Dom- und Diözesanmuseum, Wien, Österreich
- Hamburger Kunsthalle, Kupferstichkabinett, Deutschland
- KUNSTEN Museum of Modern Art Aalborg, Dänemark
- Kunsthalle Bremen, Deutschland
- KunstHausWien, Museum Hundertwasser, Wien, Österreich
- Kupferstichkabinett, Staatliche Museen zu Berlin – Preußischer Kulturbesitz, Deutschland
- McMaster Museum of Art, McMaster University, Hamilton, Kanada
- Muscarelle Museum of Art, Williamsburg, Virginia, USA
- Museo de Arte Contemporáneo, Santiago de Chile
- Museum der Moderne – Rupertinum, Salzburg, Österreich
- Museumslandschaft Hessen Kassel, Museum Schloss Wilhelmshöhe, Graphische Sammlung, Deutschland
- muzej moderne i suvremene umjetnosti – museum of modern and contemporary art, Rijeka, Kroatien
- Nagoya City Art Museum, Japan
- Osthaus Museum Hagen, Deutschland
- Saint Louis University, USA
- Sammlung Würth, Künzelsau, Deutschland[67]
- San Francisco Museum of Modern Art, USA
- Spencer Museum of Art, Lawrence, USA
- Sprengel Museum Hannover, Deutschland
- Takamatsu City Museum of Art, Japan
- The Gerard L. Cafesjian Collection, Yerevan, Armenien
- The Heckscher Museum of Art, Huntington, USA
- The Museum of Modern Art, New York, USA
- The Nelson-Atkins Museum of Art, Kansas City, USA
- The Niigata Prefectural Museum of Modern Art, Japan

## Institutionen

### Hundertwasser-Stiftung Gemeinnützige Privatstiftung
Die Hundertwasser-Stiftung Gemeinnützige Privatstiftung wurde im April 1998 errichtet und ist testamentarische Erbin nach Friedensreich Hundertwasser. Sie hat den Zweck, das Schaffen und das vorhandene Werk des verstorbenen Stifters und Künstlers Friedensreich Hundertwasser zu erhalten und fortzusetzen. Sie ist über ihre Tochtergesellschaft Namida AG (Glarus, Schweiz) Inhaber der Urheberrechte an den Werken des verstorbenen Künstlers Friedensreich Hundertwasser. Die Hundertwasser Gemeinnützige Privatstiftung ist berechtigt, die Urheberpersönlichkeitsrechte von Friedensreich Hundertwasser wahrzunehmen. Darüber hinaus befinden sich umfangreiche Immobilien u. a. in Venedig und Neuseeland aus dem Erbe des Künstlers im Besitz der Stiftung.

### Kawakawa Hundertwasser Park Charitable Trust
Friedensreich Hundertwassers Tod im Februar 2000 brachte eine Gruppe engagierter Bürger zusammen, die gemeinsam den Kawakawa Hundertwasser Park Charitable Trust gründeten. Sein Ziel ist es, die Erinnerungen an Hundertwassers Leben in seiner Wahlheimat Neuseeland zu bewahren, so dass auch zukünftige Generationen noch von seinen ökologischen Gedanken hoatu ki te tangata („für die Menschen“), die er hier verwirklichte, lernen und über seiner tiefe Verbindung zu den Menschen in Kawakawa erfahren können. Hinter den vom Trust gehüteten Toiletten, an denen Hundertwasser selbst mitgebaut hat, ist der Hundertwasser Park im Entstehen. Der Park wurde im Oktober 2020 eröffnet.

### Werkverzeichnisse
- Hundertwasser, Vollständiger Oeuvre-Katalog publiziert aus Anlass der 100. Ausstellung der Kestner-Gesellschaft. Hannover 1964.
- David Kung: The Woodcut Works of Hundertwasser. Gruener Janura, Glarus 1977.
- Walter Koschatzky: Friedensreich Hundertwasser. Das vollständige druckgraphische Werk 1951–1986. Office du Livre, Fribourg, Orell Füssli-Verlag, Zürich 1986, ISBN 3-280-01647-9.
- Hundertwasser 1928–2000. Catalogue raisonné. Band 1: Wieland Schmied: Persönlichkeit, Leben, Werk. Band 2: Andrea Fürst: Werkverzeichnis. Taschen, Köln 2000/2002, ISBN 3-8228-6014-X.
- Hundertwasser Graphic Works 1994–2000. Museums-Betriebs-Gesellschaft, Wien 2001.
- Wieland Schmied (Hrsg.): Hundertwasser - Oeuvre-Katalog. 2002.
- Wieland Schmied, Erika Schmied: Hundertwassers Paradiese. 2004.
- Andrea Christa Fürst: Der unbekannte Hundertwasser. Prestel, München 2008, ISBN 978-3-7913-4120-0.

### Monografien
- Hundertwasser. Mit einem Vorwort von Wieland Schmied und Bilderläuterungen vom Maler selbst. Buchheim-Verlag, Feldafing 1964.
- Werner Hofmann: Hundertwasser. Verlag Galerie Welz, Salzburg 1965.
- Wieland Schmied: Hundertwasser. 1974.
- Francois Mathey: Hundertwasser. Südwest-Verlag, München 1985.
- Harry Rand: Hundertwasser, der Maler. Bruckmann, München 1986, ISBN 3-7654-2075-1.
- Harry Rand: Hundertwasser. Taschen, Köln 1991.
- Pierre Restany: Die Macht der Kunst. Hundertwasser. Der Maler-König mit den fünf Häuten. Taschen, Köln 1998, ISBN 3-8228-7856-1.
- Pierre Restany: Hundertwasser. Parkstone, New York 2008.
- Georgia Illetschko: Planet Hundertwasser. Prestel, München 2012.

### Monografien zur Architektur
- Robert Schediwy: Hundertwassers Häuser. Dokumente einer Kontroverse über zeitgemäße Architektur. Edition Tusch, Wien 1999, ISBN 3-85063-215-6.
- Hundertwasser Architektur – Für ein natur- und menschengerechteres Bauen. Mit einem Vorwort von Wieland Schmied. Taschen, Köln 1996, ISBN 3-8228-8594-0.
- Rosemarie Banholzer, Peter Mosdzen, Friedensreich Hundertwasser: Impressionen. Concept & design, Verlag Michael Wegmann, Konstanz 2016, ISBN 978-3-9817535-0-9. (Architekturprojekte: Friedensreich Hundertwasser, Photographien: Peter Mosdzen, schriftdeutsche Gedichte: Rosemarie Banholzer).

### Ausstellungskataloge
- Hundertwasser, Vollständiger Œuvre Katalog. Publiziert aus Anlaß der 100. Ausstellung der Kestner-Gesellschaft seit ihrer Wiedereröffnung nach dem Kriege. Kestner-Gesellschaft, Hannover 1964.
- Herschel B. Chipp, Brenda Richardson (Hrsg.): Hundertwasser. Katalog zur Ausstellung im University Art Museum, University of California, Berkeley 1968.
- Hundertwasser. Katalog zur Ausstellung bei Aberbach Fine Art, New York 1973 (gestaltet von Hundertwasser).
- Hundertwasser 1973 New Zealand. Veröffentlicht anlässlich der Wanderausstellung von Hundertwassers druckgraphischen Werken in Neuseeland und Australien 1973/1974 (gestaltet von Hundertwasser).
- Friedrich Stowasser 1943–1949. Katalog zur Ausstellung Graphische Sammlung Albertina, Wien 1974.
- Friedensreich Hundertwasser Regentag. Katalog zur Ausstellung im Haus der Kunst, München 1975 (gestaltet von Hundertwasser).
- Österreich zeigt den Kontinenten Hundertwasser. (englische, französische, deutsche Ausgaben, 1975–1983, Zusatzhefte in div. Sprachen).
- Hundertwasser Is Painting. Katalog zur Wanderausstellung 1979–1981, Gruener Janura, Glarus 1979.
- Hundertwasser. Hundertwasser Exhibition 1989, Japan Tour. hrsg. von Joshiharu Sasaki, Yuriko Ishikawa, Iwaki City Art Museum; Tomoko Oyagi, Tokyo Metropolitan Teien Museum; Hitoshi Morita, Ohara Museum of Art.
- Hundertwasser. Important Works. Ausstellung bei Landau Fine Art, Montreal 1994.
- Hundertwasser. APT International, Tokio 1998.
- Klaus Wolbert (Hrsg.): Hundertwasser Retrospektive 1948–1997. Katalog zur Ausstellung im Institut Mathildenhöhe, Darmstadt. Die Galerie. Frankfurt am Main 1998.
- Hundertwasser. Hrsg. von Minako Tsunoda. Nagoya City Art Museum, Nagoya 1999.
- Hommage à Hundertwasser 1928/2000. Ausstellung im Musée des Beaux-Arts et de la Dentelle. Alençon 2001.
- Ingeborg Flagge (Hrsg.): Friedensreich Hundertwasser, Ein Sonntagsarchitekt, Gebaute Träume und Sehnsüchte. Katalog zur Ausstellung im Deutschen Architekturmuseum. Die Galerie Frankfurt am Main 2005.
- Yoki Morimoto, Mayumi Hirano (Hrsg.): Remainders of an Ideal – The Vision and Practices of Hundertwasser. Katalog zur Wanderausstellung in Japan 2006/2007. APT International, Tokio 2006.
- Tobias G. Natter (Hrsg.): phantastisches. Jüdisches in frühen Meisterwerken von Arik Brauer, Ernst Fuchs und Friedensreich Hundertwasser. Katalog zur Ausstellung im Jüdischen Museum Wien, Prestel-Verlag, München 2006, ISBN 978-3-7913-3725-8.
- Der unbekannte Hundertwasser. Katalog zur Ausstellung im KunstHausWien anlässlich des 80. Geburtstages. Prestel-Verlag, München 2008.
- Hundertwasser 2010 in Seoul. Katalog zur Ausstellung im Seoul Arts Center – Hangaram Design Museum. Maronie Books. Seoul 2010
- Andreas Hirsch (Hrsg.): Hundertwasser – Die Kunst des grünen Weges / The Art of the Green Path. Katalog zur Ausstellung im KunstHausWien. Prestel Verlag, München 2011.
- Carmen Sylvia Weber (Hrsg.): Friedensreich Hundertwasser. La raccolta dei sogni. Die Ernte der Träume. The fruits of the dreams. Katalog zur Ausstellung im Art Forum Würth (Capena) bei Rom. Swiridoff, Künzelsau 2008, ISBN 978-3-89929-137-7.
- Christoph Grunenberg, Astrid Becker (Hrsg.): Friedensreich Hundertwasser – Gegen den Strich. Werke 1949–1970. Hatje Cantz-Verlag, Ostfildern 2012 (Katalog zur Ausstellung in der Kunsthalle Bremen).
- Hundertwasser, Japan und die Avantgarde. Katalog zur Ausstellung, München 2013, Hirmer Verlag, ISBN 978-3-7774-2043-1.
- Sylvie Girardet, Nestor Salas (Hrsg.): Dans la peau de Hundertwasser, Salut l’artiste. Katalog zur Ausstellung im Musée en Herbe. Réunion des musées nationaux, Paris 2013.
- Christian Gether, Stine Hoholt, Andrea Rygg Karberg (Hrsg.): Hundertwasser. Katalog zur Ausstellung im ARKEN Museum of Modern Art, Ishoj, Dänemark 2014.
- Tayfun Belgin (Hrsg.): Hundertwasser – lebenslinien. Katalog zur Ausstellung im Osthaus-Museum, Hagen. Die Galerie, Frankfurt am Main 2015.
- Daniel J. Schreiber (Hrsg.): Hundertwasser – Schön & Gut. Katalog zur Ausstellung im Buchheim-Museum, Bernried 2016.
- Hundertwasser 2016 in Seoul – The Green City. Katalog zur Ausstellung im Sejong Museum of Art, Seoul 2016.

## Filme
- Ferry Radax: Hundertwasser – Experimentelles Filmporträt (1966)
- Peter Schamoni: Hundertwassers Regentag (Dokumentation, 1972)[69]
- Hundertwasser in New Zealand – Island of Lost Desire, produced for Living Treasures by Telecom, directed by Brian Lennane, copyright 1990 TV N.Z.
- Ferry Radax: Hundertwasser – Leben in Spiralen (Dokumentation, 1995–1998)

## Musicals
Das Leben von Hundertwasser wurde auch musikalisch aufgearbeitet. 2004 schuf der österreichische Komponist Roland Baumgartner ein Multimedia-Musical über Hundertwasser, die Musik stammte von Konstantin Wecker. 2022 erfolgte die Uraufführung einer weiteren musikalische Hommage des Komponisten Stefan Holoubek im Festspielhaus Neuschwanstein in Füssen. Autor des Musicals war Rolf Rettberg.